# Llista d'asteroides (161001-162000)
Llista d'asteroides del 161001 al 162000, amb data de descoberta i descobridor. És un fragment de la llista d'asteroides completa. Als asteroides se'ls dona un número quan es confirma la seva òrbita, per tant apareixen llistats aproximadament segons la data de descobriment.
Contingut: 161001... 161101... 161201... 161301... 161401... 161501... 161601... 161701... 161801... 161901... 

| Nom               | Designació provisional | Data de descobriment   | Lloc de descobriment | Descobridor/s                                          |
| 161001-161100     | 161001-161100          | 161001-161100          | 161001-161100        | 161001-161100                                          |
| ----------------- | ---------------------- | ---------------------- | -------------------- | ------------------------------------------------------ |
| 161001 -          | 2002 CG310             | 6 de febrer de 2002    | Palomar              | NEAT                                                   |
| 161002 -          | 2002 CQ314             | 11 de febrer de 2002   | Socorro              | LINEAR                                                 |
| 161003 -          | 2002 DA2               | 19 de febrer de 2002   | Socorro              | LINEAR                                                 |
| 161004 -          | 2002 DV3               | 19 de febrer de 2002   | Socorro              | LINEAR                                                 |
| 161005 -          | 2002 DV19              | 16 de febrer de 2002   | Palomar              | NEAT                                                   |
| 161006 -          | 2002 EV2               | 10 de març de 2002     | Fountain Hills       | C. W. Juels, P. R. Holvorcem                           |
| 161007 -          | 2002 EL32              | 10 de març de 2002     | Haleakala            | NEAT                                                   |
| 161008 -          | 2002 EO40              | 9 de març de 2002      | Socorro              | LINEAR                                                 |
| 161009 -          | 2002 EP41              | 12 de març de 2002     | Socorro              | LINEAR                                                 |
| 161010 -          | 2002 EK46              | 11 de març de 2002     | Palomar              | NEAT                                                   |
| 161011 -          | 2002 EU47              | 12 de març de 2002     | Palomar              | NEAT                                                   |
| 161012 -          | 2002 EK65              | 13 de març de 2002     | Socorro              | LINEAR                                                 |
| 161013 -          | 2002 EF74              | 13 de març de 2002     | Socorro              | LINEAR                                                 |
| 161014 -          | 2002 ES80              | 13 de març de 2002     | Palomar              | NEAT                                                   |
| 161015 -          | 2002 EY86              | 9 de març de 2002      | Socorro              | LINEAR                                                 |
| 161016 -          | 2002 EG92              | 13 de març de 2002     | Socorro              | LINEAR                                                 |
| 161017 -          | 2002 EP106             | 9 de març de 2002      | Anderson Mesa        | LONEOS                                                 |
| 161018 -          | 2002 EU107             | 10 de març de 2002     | Haleakala            | NEAT                                                   |
| 161019 -          | 2002 EM115             | 10 de març de 2002     | Haleakala            | NEAT                                                   |
| 161020 -          | 2002 EK158             | 5 de març de 2002      | Apache Point         | SDSS                                                   |
| 161021 -          | 2002 EC161             | 10 de març de 2002     | Bohyunsan            | Bohyunsan                                              |
| 161022 -          | 2002 EP161             | 14 de març de 2002     | Palomar              | NEAT                                                   |
| 161023 -          | 2002 FL2               | 19 de març de 2002     | Desert Eagle         | W. K. Y. Yeung                                         |
| 161024 -          | 2002 FM7               | 23 de març de 2002     | Uccle                | T. Pauwels                                             |
| 161025 -          | 2002 FP11              | 16 de març de 2002     | Socorro              | LINEAR                                                 |
| 161026 -          | 2002 FP32              | 21 de març de 2002     | Palomar              | NEAT                                                   |
| 161027 -          | 2002 FM38              | 30 de març de 2002     | Palomar              | NEAT                                                   |
| 161028 -          | 2002 GS7               | 14 d'abril de 2002     | Desert Eagle         | W. K. Y. Yeung                                         |
| 161029 -          | 2002 GJ42              | 4 d'abril de 2002      | Palomar              | NEAT                                                   |
| 161030 -          | 2002 GR62              | 8 d'abril de 2002      | Palomar              | NEAT                                                   |
| 161031 -          | 2002 GA65              | 8 d'abril de 2002      | Palomar              | NEAT                                                   |
| 161032 -          | 2002 GP65              | 8 d'abril de 2002      | Palomar              | NEAT                                                   |
| 161033 -          | 2002 GW84              | 10 d'abril de 2002     | Socorro              | LINEAR                                                 |
| 161034 -          | 2002 GT93              | 9 d'abril de 2002      | Socorro              | LINEAR                                                 |
| 161035 -          | 2002 GH95              | 9 d'abril de 2002      | Socorro              | LINEAR                                                 |
| 161036 -          | 2002 GL101             | 10 d'abril de 2002     | Socorro              | LINEAR                                                 |
| 161037 -          | 2002 GV104             | 10 d'abril de 2002     | Socorro              | LINEAR                                                 |
| 161038 -          | 2002 GJ109             | 11 d'abril de 2002     | Anderson Mesa        | LONEOS                                                 |
| 161039 -          | 2002 GY126             | 12 d'abril de 2002     | Palomar              | NEAT                                                   |
| 161040 -          | 2002 GQ155             | 13 d'abril de 2002     | Palomar              | NEAT                                                   |
| 161041 -          | 2002 GQ159             | 14 d'abril de 2002     | Socorro              | LINEAR                                                 |
| 161042 -          | 2002 GO162             | 14 d'abril de 2002     | Palomar              | NEAT                                                   |
| 161043 -          | 2002 GL170             | 9 d'abril de 2002      | Socorro              | LINEAR                                                 |
| 161044 -          | 2002 GG181             | 8 d'abril de 2002      | Palomar              | NEAT                                                   |
| 161045 -          | 2002 GB182             | 14 d'abril de 2002     | Socorro              | LINEAR                                                 |
| 161046 -          | 2002 HP3               | 16 d'abril de 2002     | Socorro              | LINEAR                                                 |
| 161047 -          | 2002 JK1               | 3 de maig de 2002      | Kitt Peak            | Spacewatch                                             |
| 161048 -          | 2002 JA6               | 5 de maig de 2002      | Palomar              | NEAT                                                   |
| 161049 -          | 2002 JV12              | 8 de maig de 2002      | Desert Eagle         | W. K. Y. Yeung                                         |
| 161050 -          | 2002 JE15              | 8 de maig de 2002      | Socorro              | LINEAR                                                 |
| 161051 -          | 2002 JW24              | 8 de maig de 2002      | Socorro              | LINEAR                                                 |
| 161052 -          | 2002 JA29              | 9 de maig de 2002      | Socorro              | LINEAR                                                 |
| 161053 -          | 2002 JO32              | 9 de maig de 2002      | Socorro              | LINEAR                                                 |
| 161054 -          | 2002 JD44              | 9 de maig de 2002      | Socorro              | LINEAR                                                 |
| 161055 -          | 2002 JV46              | 9 de maig de 2002      | Socorro              | LINEAR                                                 |
| 161056 -          | 2002 JG53              | 9 de maig de 2002      | Socorro              | LINEAR                                                 |
| 161057 -          | 2002 JL74              | 9 de maig de 2002      | Socorro              | LINEAR                                                 |
| 161058 -          | 2002 JK78              | 11 de maig de 2002     | Socorro              | LINEAR                                                 |
| 161059 -          | 2002 JE83              | 11 de maig de 2002     | Socorro              | LINEAR                                                 |
| 161060 -          | 2002 JZ85              | 11 de maig de 2002     | Socorro              | LINEAR                                                 |
| 161061 -          | 2002 JN99              | 13 de maig de 2002     | Palomar              | NEAT                                                   |
| 161062 -          | 2002 JY102             | 9 de maig de 2002      | Socorro              | LINEAR                                                 |
| 161063 -          | 2002 JJ106             | 15 de maig de 2002     | Socorro              | LINEAR                                                 |
| 161064 -          | 2002 JJ107             | 11 de maig de 2002     | Palomar              | NEAT                                                   |
| 161065 -          | 2002 JR143             | 13 de maig de 2002     | Palomar              | NEAT                                                   |
| 161066 -          | 2002 KB2               | 16 de maig de 2002     | Socorro              | LINEAR                                                 |
| 161067 -          | 2002 KE9               | 29 de maig de 2002     | Haleakala            | NEAT                                                   |
| 161068 -          | 2002 KY11              | 17 de maig de 2002     | Palomar              | NEAT                                                   |
| 161069 -          | 2002 LG8               | 5 de juny de 2002      | Socorro              | LINEAR                                                 |
| 161070 -          | 2002 LU14              | 6 de juny de 2002      | Socorro              | LINEAR                                                 |
| 161071 -          | 2002 LC25              | 2 de juny de 2002      | Palomar              | NEAT                                                   |
| 161072 -          | 2002 LQ28              | 9 de juny de 2002      | Socorro              | LINEAR                                                 |
| 161073 -          | 2002 LH35              | 12 de juny de 2002     | Fountain Hills       | C. W. Juels, P. R. Holvorcem                           |
| 161074 -          | 2002 LR37              | 12 de juny de 2002     | Socorro              | LINEAR                                                 |
| 161075 -          | 2002 LR38              | 6 de juny de 2002      | Kitt Peak            | Spacewatch                                             |
| 161076 -          | 2002 LY40              | 10 de juny de 2002     | Socorro              | LINEAR                                                 |
| 161077 -          | 2002 LB43              | 10 de juny de 2002     | Socorro              | LINEAR                                                 |
| 161078 -          | 2002 LE57              | 10 de juny de 2002     | Palomar              | NEAT                                                   |
| 161079 -          | 2002 LP61              | 14 de juny de 2002     | Palomar              | NEAT                                                   |
| 161080 -          | 2002 MC1               | 19 de juny de 2002     | Campo Imperatore     | CINEOS                                                 |
| 161081 -          | 2002 NR2               | 5 de juliol de 2002    | Socorro              | LINEAR                                                 |
| 161082 -          | 2002 NS8               | 1 de juliol de 2002    | Palomar              | NEAT                                                   |
| 161083 -          | 2002 NU23              | 9 de juliol de 2002    | Socorro              | LINEAR                                                 |
| 161084 -          | 2002 NM64              | 2 de juliol de 2002    | Palomar              | NEAT                                                   |
| 161085 -          | 2002 OR3               | 17 de juliol de 2002   | Socorro              | LINEAR                                                 |
| 161086 -          | 2002 OZ3               | 17 de juliol de 2002   | Socorro              | LINEAR                                                 |
| 161087 -          | 2002 OS8               | 19 de juliol de 2002   | Palomar              | NEAT                                                   |
| 161088 -          | 2002 OJ10              | 21 de juliol de 2002   | Palomar              | NEAT                                                   |
| 161089 -          | 2002 OY10              | 22 de juliol de 2002   | Palomar              | NEAT                                                   |
| 161090 -          | 2002 ON13              | 18 de juliol de 2002   | Socorro              | LINEAR                                                 |
| 161091 -          | 2002 OR14              | 18 de juliol de 2002   | Socorro              | LINEAR                                                 |
| 161092 -          | 2002 OL28              | 29 de juliol de 2002   | Palomar              | NEAT                                                   |
| 161093 -          | 2002 PH44              | 5 d'agost de 2002      | Socorro              | LINEAR                                                 |
| 161094 -          | 2002 PS45              | 9 d'agost de 2002      | Socorro              | LINEAR                                                 |
| 161095 -          | 2002 PL56              | 9 d'agost de 2002      | Socorro              | LINEAR                                                 |
| 161096 -          | 2002 PP92              | 14 d'agost de 2002     | Socorro              | LINEAR                                                 |
| 161097 -          | 2002 PP111             | 14 d'agost de 2002     | Socorro              | LINEAR                                                 |
| 161098 -          | 2002 PS118             | 13 d'agost de 2002     | Anderson Mesa        | LONEOS                                                 |
| 161099 -          | 2002 PN124             | 13 d'agost de 2002     | Anderson Mesa        | LONEOS                                                 |
| 161100 -          | 2002 PQ124             | 13 d'agost de 2002     | Anderson Mesa        | LONEOS                                                 |
| 161101-161200     |                        |                        |                      |                                                        |
| 161101 -          | 2002 PL154             | 9 d'agost de 2002      | Socorro              | LINEAR                                                 |
| 161102 -          | 2002 PU165             | 8 d'agost de 2002      | Palomar              | A. Lowe                                                |
| 161103 -          | 2002 PT169             | 8 d'agost de 2002      | Palomar              | NEAT                                                   |
| 161104 -          | 2002 PF174             | 8 d'agost de 2002      | Palomar              | NEAT                                                   |
| 161105 -          | 2002 QS7               | 16 d'agost de 2002     | Palomar              | NEAT                                                   |
| 161106 -          | 2002 QK14              | 26 d'agost de 2002     | Palomar              | NEAT                                                   |
| 161107 -          | 2002 QR16              | 27 d'agost de 2002     | Palomar              | NEAT                                                   |
| 161108 -          | 2002 QT27              | 28 d'agost de 2002     | Palomar              | NEAT                                                   |
| 161109 -          | 2002 QA46              | 29 d'agost de 2002     | Palomar              | NEAT                                                   |
| 161110 -          | 2002 QA54              | 29 d'agost de 2002     | Palomar              | S. F. Hönig                                            |
| 161111 -          | 2002 QS56              | 29 d'agost de 2002     | Palomar              | S. F. Hönig                                            |
| 161112 -          | 2002 QX57              | 29 d'agost de 2002     | Palomar              | S. F. Hönig                                            |
| 161113 -          | 2002 QX98              | 26 d'agost de 2002     | Palomar              | NEAT                                                   |
| 161114 -          | 2002 RC2               | 4 de setembre de 2002  | Anderson Mesa        | LONEOS                                                 |
| 161115 -          | 2002 RL2               | 4 de setembre de 2002  | Anderson Mesa        | LONEOS                                                 |
| 161116 -          | 2002 RL5               | 3 de setembre de 2002  | Palomar              | NEAT                                                   |
| 161117 -          | 2002 RO13              | 4 de setembre de 2002  | Anderson Mesa        | LONEOS                                                 |
| 161118 -          | 2002 RB17              | 4 de setembre de 2002  | Anderson Mesa        | LONEOS                                                 |
| 161119 -          | 2002 RK17              | 4 de setembre de 2002  | Anderson Mesa        | LONEOS                                                 |
| 161120 -          | 2002 RH18              | 4 de setembre de 2002  | Anderson Mesa        | LONEOS                                                 |
| 161121 -          | 2002 RZ18              | 4 de setembre de 2002  | Anderson Mesa        | LONEOS                                                 |
| 161122 -          | 2002 RH21              | 4 de setembre de 2002  | Anderson Mesa        | LONEOS                                                 |
| 161123 -          | 2002 RA37              | 5 de setembre de 2002  | Anderson Mesa        | LONEOS                                                 |
| 161124 -          | 2002 RH44              | 5 de setembre de 2002  | Socorro              | LINEAR                                                 |
| 161125 -          | 2002 RY58              | 5 de setembre de 2002  | Anderson Mesa        | LONEOS                                                 |
| 161126 -          | 2002 RH61              | 5 de setembre de 2002  | Socorro              | LINEAR                                                 |
| 161127 -          | 2002 RW68              | 4 de setembre de 2002  | Anderson Mesa        | LONEOS                                                 |
| 161128 -          | 2002 RG77              | 5 de setembre de 2002  | Socorro              | LINEAR                                                 |
| 161129 -          | 2002 RG80              | 5 de setembre de 2002  | Socorro              | LINEAR                                                 |
| 161130 -          | 2002 RL82              | 5 de setembre de 2002  | Socorro              | LINEAR                                                 |
| 161131 -          | 2002 RR87              | 5 de setembre de 2002  | Socorro              | LINEAR                                                 |
| 161132 -          | 2002 RK96              | 5 de setembre de 2002  | Socorro              | LINEAR                                                 |
| 161133 -          | 2002 RR108             | 5 de setembre de 2002  | Haleakala            | NEAT                                                   |
| 161134 -          | 2002 RJ111             | 6 de setembre de 2002  | Socorro              | LINEAR                                                 |
| 161135 -          | 2002 RB116             | 6 de setembre de 2002  | Socorro              | LINEAR                                                 |
| 161136 -          | 2002 RT117             | 1 de setembre de 2002  | Kvistaberg           | Uppsala-DLR Asteroid Survey                            |
| 161137 -          | 2002 RN136             | 11 de setembre de 2002 | Haleakala            | NEAT                                                   |
| 161138 -          | 2002 RD138             | 13 de setembre de 2002 | Socorro              | LINEAR                                                 |
| 161139 -          | 2002 RJ150             | 11 de setembre de 2002 | Haleakala            | NEAT                                                   |
| 161140 -          | 2002 RA152             | 12 de setembre de 2002 | Palomar              | NEAT                                                   |
| 161141 -          | 2002 RD152             | 12 de setembre de 2002 | Palomar              | NEAT                                                   |
| 161142 -          | 2002 RG152             | 12 de setembre de 2002 | Palomar              | NEAT                                                   |
| 161143 -          | 2002 RR161             | 12 de setembre de 2002 | Palomar              | NEAT                                                   |
| 161144 -          | 2002 RL202             | 13 de setembre de 2002 | Palomar              | NEAT                                                   |
| 161145 -          | 2002 RA204             | 14 de setembre de 2002 | Palomar              | NEAT                                                   |
| 161146 -          | 2002 RH245             | 15 de setembre de 2002 | Palomar              | NEAT                                                   |
| 161147 -          | 2002 RW254             | 14 de setembre de 2002 | Palomar              | NEAT                                                   |
| 161148 -          | 2002 SN15              | 27 de setembre de 2002 | Palomar              | NEAT                                                   |
| 161149 -          | 2002 SA20              | 26 de setembre de 2002 | Palomar              | NEAT                                                   |
| 161150 -          | 2002 SL25              | 28 de setembre de 2002 | Haleakala            | NEAT                                                   |
| 161151 -          | 2002 SH27              | 29 de setembre de 2002 | Haleakala            | NEAT                                                   |
| 161152 -          | 2002 SR28              | 27 de setembre de 2002 | Socorro              | LINEAR                                                 |
| 161153 -          | 2002 SF30              | 28 de setembre de 2002 | Haleakala            | NEAT                                                   |
| 161154 -          | 2002 SV36              | 29 de setembre de 2002 | Kitt Peak            | Spacewatch                                             |
| 161155 -          | 2002 SY36              | 29 de setembre de 2002 | Haleakala            | NEAT                                                   |
| 161156 -          | 2002 SZ37              | 30 de setembre de 2002 | Drebach              | Drebach                                                |
| 161157 -          | 2002 SJ39              | 30 de setembre de 2002 | Socorro              | LINEAR                                                 |
| 161158 -          | 2002 ST52              | 18 de setembre de 2002 | Palomar              | NEAT                                                   |
| 161159 -          | 2002 SH57              | 30 de setembre de 2002 | Haleakala            | NEAT                                                   |
| 161160 -          | 2002 SZ66              | 30 de setembre de 2002 | Haleakala            | NEAT                                                   |
| 161161 -          | 2002 TX                | 1 d'octubre de 2002    | Anderson Mesa        | LONEOS                                                 |
| 161162 -          | 2002 TH1               | 1 d'octubre de 2002    | Anderson Mesa        | LONEOS                                                 |
| 161163 -          | 2002 TZ1               | 1 d'octubre de 2002    | Anderson Mesa        | LONEOS                                                 |
| 161164 -          | 2002 TE9               | 1 d'octubre de 2002    | Anderson Mesa        | LONEOS                                                 |
| 161165 -          | 2002 TH17              | 2 d'octubre de 2002    | Socorro              | LINEAR                                                 |
| 161166 -          | 2002 TD24              | 2 d'octubre de 2002    | Socorro              | LINEAR                                                 |
| 161167 -          | 2002 TP26              | 2 d'octubre de 2002    | Socorro              | LINEAR                                                 |
| 161168 -          | 2002 TQ33              | 2 d'octubre de 2002    | Socorro              | LINEAR                                                 |
| 161169 -          | 2002 TY38              | 2 d'octubre de 2002    | Socorro              | LINEAR                                                 |
| 161170 -          | 2002 TX47              | 2 d'octubre de 2002    | Socorro              | LINEAR                                                 |
| 161171 -          | 2002 TY52              | 2 d'octubre de 2002    | Socorro              | LINEAR                                                 |
| 161172 -          | 2002 TH55              | 2 d'octubre de 2002    | Haleakala            | NEAT                                                   |
| 161173 -          | 2002 TW62              | 3 d'octubre de 2002    | Campo Imperatore     | CINEOS                                                 |
| 161174 -          | 2002 TD68              | 7 d'octubre de 2002    | Socorro              | LINEAR                                                 |
| 161175 -          | 2002 TX70              | 3 d'octubre de 2002    | Palomar              | NEAT                                                   |
| 161176 -          | 2002 TT75              | 1 d'octubre de 2002    | Anderson Mesa        | LONEOS                                                 |
| 161177 -          | 2002 TS89              | 3 d'octubre de 2002    | Palomar              | NEAT                                                   |
| 161178 -          | 2002 TM99              | 4 d'octubre de 2002    | Palomar              | NEAT                                                   |
| 161179 -          | 2002 TQ100             | 4 d'octubre de 2002    | Socorro              | LINEAR                                                 |
| 161180 -          | 2002 TO105             | 4 d'octubre de 2002    | Anderson Mesa        | LONEOS                                                 |
| 161181 -          | 2002 TH110             | 2 d'octubre de 2002    | Haleakala            | NEAT                                                   |
| 161182 -          | 2002 TO120             | 3 d'octubre de 2002    | Palomar              | NEAT                                                   |
| 161183 -          | 2002 TV122             | 4 d'octubre de 2002    | Palomar              | NEAT                                                   |
| 161184 -          | 2002 TL126             | 4 d'octubre de 2002    | Socorro              | LINEAR                                                 |
| 161185 -          | 2002 TZ127             | 4 d'octubre de 2002    | Palomar              | NEAT                                                   |
| 161186 -          | 2002 TW135             | 4 d'octubre de 2002    | Anderson Mesa        | LONEOS                                                 |
| 161187 -          | 2002 TD139             | 4 d'octubre de 2002    | Anderson Mesa        | LONEOS                                                 |
| 161188 -          | 2002 TA157             | 5 d'octubre de 2002    | Palomar              | NEAT                                                   |
| 161189 -          | 2002 TU179             | 13 d'octubre de 2002   | Palomar              | NEAT                                                   |
| 161190 -          | 2002 TW180             | 14 d'octubre de 2002   | Socorro              | LINEAR                                                 |
| 161191 -          | 2002 TZ183             | 4 d'octubre de 2002    | Socorro              | LINEAR                                                 |
| 161192 -          | 2002 TN196             | 4 d'octubre de 2002    | Campo Imperatore     | CINEOS                                                 |
| 161193 -          | 2002 TG199             | 6 d'octubre de 2002    | Socorro              | LINEAR                                                 |
| 161194 -          | 2002 TS206             | 4 d'octubre de 2002    | Socorro              | LINEAR                                                 |
| 161195 -          | 2002 TS227             | 8 d'octubre de 2002    | Anderson Mesa        | LONEOS                                                 |
| 161196 -          | 2002 TN229             | 9 d'octubre de 2002    | Socorro              | LINEAR                                                 |
| 161197 -          | 2002 TU231             | 8 d'octubre de 2002    | Palomar              | NEAT                                                   |
| 161198 -          | 2002 TB237             | 6 d'octubre de 2002    | Socorro              | LINEAR                                                 |
| 161199 -          | 2002 TA245             | 7 d'octubre de 2002    | Haleakala            | NEAT                                                   |
| 161200 -          | 2002 TO254             | 9 d'octubre de 2002    | Anderson Mesa        | LONEOS                                                 |
| 161201-161300     |                        |                        |                      |                                                        |
| 161201 -          | 2002 TT254             | 9 d'octubre de 2002    | Anderson Mesa        | LONEOS                                                 |
| 161202 -          | 2002 TN257             | 9 d'octubre de 2002    | Socorro              | LINEAR                                                 |
| 161203 -          | 2002 TT269             | 9 d'octubre de 2002    | Socorro              | LINEAR                                                 |
| 161204 -          | 2002 TK270             | 9 d'octubre de 2002    | Socorro              | LINEAR                                                 |
| 161205 -          | 2002 TA271             | 9 d'octubre de 2002    | Socorro              | LINEAR                                                 |
| 161206 -          | 2002 TG292             | 10 d'octubre de 2002   | Socorro              | LINEAR                                                 |
| 161207 -          | 2002 TW305             | 4 d'octubre de 2002    | Apache Point         | SDSS                                                   |
| 161208 -          | 2002 UQ5               | 28 d'octubre de 2002   | Palomar              | NEAT                                                   |
| 161209 -          | 2002 UW5               | 28 d'octubre de 2002   | Socorro              | LINEAR                                                 |
| 161210 -          | 2002 UG6               | 28 d'octubre de 2002   | Palomar              | NEAT                                                   |
| 161211 -          | 2002 UA7               | 28 d'octubre de 2002   | Palomar              | NEAT                                                   |
| 161212 -          | 2002 UE19              | 30 d'octubre de 2002   | Haleakala            | NEAT                                                   |
| 161213 -          | 2002 UK31              | 30 d'octubre de 2002   | Haleakala            | NEAT                                                   |
| 161214 -          | 2002 UU47              | 31 d'octubre de 2002   | Anderson Mesa        | LONEOS                                                 |
| 161215 -          | 2002 UL66              | 30 d'octubre de 2002   | Apache Point         | SDSS                                                   |
| 161216 -          | 2002 VR6               | 1 de novembre de 2002  | Palomar              | NEAT                                                   |
| 161217 -          | 2002 VS54              | 6 de novembre de 2002  | Socorro              | LINEAR                                                 |
| 161218 -          | 2002 VD85              | 10 de novembre de 2002 | Socorro              | LINEAR                                                 |
| 161219 -          | 2002 VW138             | 14 de novembre de 2002 | Palomar              | NEAT                                                   |
| 161220 -          | 2002 WH17              | 29 de novembre de 2002 | Eskridge             | Eskridge                                               |
| 161221 -          | 2002 XJ1               | 1 de desembre de 2002  | Socorro              | LINEAR                                                 |
| 161222 -          | 2002 XO5               | 1 de desembre de 2002  | Socorro              | LINEAR                                                 |
| 161223 -          | 2002 XG20              | 2 de desembre de 2002  | Socorro              | LINEAR                                                 |
| 161224 -          | 2002 XP44              | 7 de desembre de 2002  | Socorro              | LINEAR                                                 |
| 161225 -          | 2002 XN56              | 10 de desembre de 2002 | Socorro              | LINEAR                                                 |
| 161226 -          | 2002 XC63              | 11 de desembre de 2002 | Socorro              | LINEAR                                                 |
| 161227 -          | 2002 XO68              | 12 de desembre de 2002 | Haleakala            | NEAT                                                   |
| 161228 -          | 2002 XF70              | 10 de desembre de 2002 | Palomar              | NEAT                                                   |
| 161229 -          | 2002 XK71              | 10 de desembre de 2002 | Socorro              | LINEAR                                                 |
| 161230 -          | 2002 XO90              | 13 de desembre de 2002 | Kleť                 | Kleť                                                   |
| 161231 -          | 2002 XD108             | 6 de desembre de 2002  | Socorro              | LINEAR                                                 |
| 161232 -          | 2002 YG18              | 31 de desembre de 2002 | Socorro              | LINEAR                                                 |
| 161233 -          | 2003 AS2               | 2 de gener de 2003     | Socorro              | LINEAR                                                 |
| 161234 -          | 2003 AB9               | 3 de gener de 2003     | Socorro              | LINEAR                                                 |
| 161235 -          | 2003 AV14              | 2 de gener de 2003     | Socorro              | LINEAR                                                 |
| 161236 -          | 2003 AK29              | 4 de gener de 2003     | Socorro              | LINEAR                                                 |
| 161237 -          | 2003 AT36              | 7 de gener de 2003     | Socorro              | LINEAR                                                 |
| 161238 -          | 2003 AC65              | 7 de gener de 2003     | Socorro              | LINEAR                                                 |
| 161239 -          | 2003 AP69              | 8 de gener de 2003     | Socorro              | LINEAR                                                 |
| 161240 -          | 2003 BK9               | 26 de gener de 2003    | Palomar              | NEAT                                                   |
| 161241 -          | 2003 BE12              | 26 de gener de 2003    | Anderson Mesa        | LONEOS                                                 |
| 161242 -          | 2003 BK13              | 26 de gener de 2003    | Palomar              | NEAT                                                   |
| 161243 -          | 2003 BX16              | 26 de gener de 2003    | Haleakala            | NEAT                                                   |
| 161244 -          | 2003 BP31              | 27 de gener de 2003    | Socorro              | LINEAR                                                 |
| 161245 -          | 2003 BH74              | 29 de gener de 2003    | Palomar              | NEAT                                                   |
| 161246 -          | 2003 BJ78              | 31 de gener de 2003    | Socorro              | LINEAR                                                 |
| 161247 -          | 2003 BM84              | 30 de gener de 2003    | Anderson Mesa        | LONEOS                                                 |
| 161248 -          | 2003 CQ17              | 6 de febrer de 2003    | Kitt Peak            | Spacewatch                                             |
| 161249 -          | 2003 DA4               | 22 de febrer de 2003   | Palomar              | NEAT                                                   |
| 161250 -          | 2003 EL20              | 6 de març de 2003      | Anderson Mesa        | LONEOS                                                 |
| 161251 -          | 2003 EQ23              | 6 de març de 2003      | Socorro              | LINEAR                                                 |
| 161252 -          | 2003 EC28              | 6 de març de 2003      | Socorro              | LINEAR                                                 |
| 161253 -          | 2003 EO37              | 8 de març de 2003      | Anderson Mesa        | LONEOS                                                 |
| 161254 -          | 2003 EH41              | 9 de març de 2003      | Kitt Peak            | Spacewatch                                             |
| 161255 -          | 2003 EO47              | 9 de març de 2003      | Socorro              | LINEAR                                                 |
| 161256 -          | 2003 EP53              | 9 de març de 2003      | Socorro              | LINEAR                                                 |
| 161257 -          | 2003 FD2               | 23 de març de 2003     | Drebach              | Drebach                                                |
| 161258 -          | 2003 FM5               | 26 de març de 2003     | Campo Imperatore     | CINEOS                                                 |
| 161259 -          | 2003 FN6               | 26 de març de 2003     | Kleť                 | M. Tichý, M. Kočer                                     |
| 161260 -          | 2003 FU16              | 23 de març de 2003     | Kvistaberg           | Uppsala-DLR Asteroid Survey                            |
| 161261 -          | 2003 FS26              | 24 de març de 2003     | Kitt Peak            | Spacewatch                                             |
| 161262 -          | 2003 FQ28              | 24 de març de 2003     | Haleakala            | NEAT                                                   |
| 161263 -          | 2003 FQ31              | 23 de març de 2003     | Kitt Peak            | Spacewatch                                             |
| 161264 -          | 2003 FQ42              | 23 de març de 2003     | Kitt Peak            | Spacewatch                                             |
| 161265 -          | 2003 FR46              | 24 de març de 2003     | Kitt Peak            | Spacewatch                                             |
| 161266 -          | 2003 FG50              | 24 de març de 2003     | Haleakala            | NEAT                                                   |
| 161267 -          | 2003 FD54              | 25 de març de 2003     | Haleakala            | NEAT                                                   |
| 161268 -          | 2003 FJ61              | 26 de març de 2003     | Palomar              | NEAT                                                   |
| 161269 -          | 2003 FM66              | 26 de març de 2003     | Palomar              | NEAT                                                   |
| 161270 -          | 2003 FV66              | 26 de març de 2003     | Palomar              | NEAT                                                   |
| 161271 -          | 2003 FK73              | 26 de març de 2003     | Haleakala            | NEAT                                                   |
| 161272 -          | 2003 FD83              | 27 de març de 2003     | Palomar              | NEAT                                                   |
| 161273 -          | 2003 FL83              | 27 de març de 2003     | Palomar              | NEAT                                                   |
| 161274 -          | 2003 FT84              | 28 de març de 2003     | Anderson Mesa        | LONEOS                                                 |
| 161275 -          | 2003 FU99              | 31 de març de 2003     | Kitt Peak            | Spacewatch                                             |
| 161276 -          | 2003 FD107             | 30 de març de 2003     | Socorro              | LINEAR                                                 |
| 161277 -          | 2003 FR117             | 25 de març de 2003     | Palomar              | NEAT                                                   |
| 161278 -          | 2003 FW128             | 24 de març de 2003     | Mérida               | I. Ferrin, C. Leal                                     |
| 161279 -          | 2003 FB131             | 22 de març de 2003     | Palomar              | NEAT                                                   |
| 161280 -          | 2003 GP4               | 1 d'abril de 2003      | Socorro              | LINEAR                                                 |
| 161281 -          | 2003 GH14              | 1 d'abril de 2003      | Socorro              | LINEAR                                                 |
| 161282 -          | 2003 GE18              | 4 d'abril de 2003      | Kitt Peak            | Spacewatch                                             |
| 161283 -          | 2003 GE35              | 8 d'abril de 2003      | Socorro              | LINEAR                                                 |
| 161284 -          | 2003 GL43              | 9 d'abril de 2003      | Socorro              | LINEAR                                                 |
| 161285 -          | 2003 HU11              | 25 d'abril de 2003     | Anderson Mesa        | LONEOS                                                 |
| 161286 -          | 2003 HZ19              | 26 d'abril de 2003     | Haleakala            | NEAT                                                   |
| 161287 -          | 2003 HN20              | 24 d'abril de 2003     | Anderson Mesa        | LONEOS                                                 |
| 161288 -          | 2003 HQ22              | 24 d'abril de 2003     | Kitt Peak            | Spacewatch                                             |
| 161289 -          | 2003 HK23              | 25 d'abril de 2003     | Kitt Peak            | Spacewatch                                             |
| 161290 -          | 2003 HU28              | 26 d'abril de 2003     | Haleakala            | NEAT                                                   |
| 161291 -          | 2003 HV29              | 28 d'abril de 2003     | Anderson Mesa        | LONEOS                                                 |
| 161292 -          | 2003 HV44              | 28 d'abril de 2003     | Haleakala            | NEAT                                                   |
| 161293 -          | 2003 HR46              | 28 d'abril de 2003     | Socorro              | LINEAR                                                 |
| 161294 -          | 2003 JH14              | 8 de maig de 2003      | Haleakala            | NEAT                                                   |
| 161295 -          | 2003 JF16              | 6 de maig de 2003      | Kitt Peak            | Spacewatch                                             |
| 161296 -          | 2003 KO3               | 23 de maig de 2003     | Kitt Peak            | Spacewatch                                             |
| 161297 -          | 2003 KG33              | 27 de maig de 2003     | Kitt Peak            | Spacewatch                                             |
| 161298 -          | 2003 LN4               | 4 de juny de 2003      | Socorro              | LINEAR                                                 |
| 161299 -          | 2003 LR4               | 5 de juny de 2003      | Nogales              | Tenagra II                                             |
| 161300 -          | 2003 LJ5               | 6 de juny de 2003      | Kitt Peak            | Spacewatch                                             |
| 161301-161400     |                        |                        |                      |                                                        |
| 161301 -          | 2003 MH1               | 22 de juny de 2003     | Socorro              | LINEAR                                                 |
| 161302 -          | 2003 NK2               | 3 de juliol de 2003    | Reedy Creek          | J. Broughton                                           |
| 161303 -          | 2003 NT6               | 6 de juliol de 2003    | Reedy Creek          | J. Broughton                                           |
| 161304 -          | 2003 NQ9               | 3 de juliol de 2003    | Anderson Mesa        | LONEOS                                                 |
| 161305 -          | 2003 OQ1               | 21 de juliol de 2003   | Haleakala            | NEAT                                                   |
| 161306 -          | 2003 OB2               | 22 de juliol de 2003   | Haleakala            | NEAT                                                   |
| 161307 -          | 2003 OR2               | 22 de juliol de 2003   | Haleakala            | NEAT                                                   |
| 161308 -          | 2003 OU20              | 31 de juliol de 2003   | Reedy Creek          | J. Broughton                                           |
| 161309 -          | 2003 OC22              | 29 de juliol de 2003   | Socorro              | LINEAR                                                 |
| 161310 -          | 2003 OE28              | 24 de juliol de 2003   | Palomar              | NEAT                                                   |
| 161311 -          | 2003 OY28              | 24 de juliol de 2003   | Palomar              | NEAT                                                   |
| 161312 -          | 2003 OY30              | 30 de juliol de 2003   | Socorro              | LINEAR                                                 |
| 161313 -          | 2003 PZ10              | 4 d'agost de 2003      | Socorro              | LINEAR                                                 |
| 161314 -          | 2003 QQ3               | 17 d'agost de 2003     | Haleakala            | NEAT                                                   |
| 161315 -          | 2003 QS5               | 19 d'agost de 2003     | Wise                 | D. Polishook                                           |
| 161316 -          | 2003 QH6               | 18 d'agost de 2003     | Campo Imperatore     | CINEOS                                                 |
| 161317 -          | 2003 QQ15              | 20 d'agost de 2003     | Palomar              | NEAT                                                   |
| 161318 -          | 2003 QB18              | 22 d'agost de 2003     | Palomar              | NEAT                                                   |
| 161319 -          | 2003 QJ28              | 21 d'agost de 2003     | Črni Vrh             | Črni Vrh                                               |
| 161320 -          | 2003 QE33              | 22 d'agost de 2003     | Campo Imperatore     | CINEOS                                                 |
| 161321 -          | 2003 QR33              | 22 d'agost de 2003     | Socorro              | LINEAR                                                 |
| 161322 -          | 2003 QZ33              | 22 d'agost de 2003     | Palomar              | NEAT                                                   |
| 161323 -          | 2003 QF39              | 22 d'agost de 2003     | Palomar              | NEAT                                                   |
| 161324 -          | 2003 QE41              | 22 d'agost de 2003     | Socorro              | LINEAR                                                 |
| 161325 -          | 2003 QZ49              | 22 d'agost de 2003     | Palomar              | NEAT                                                   |
| 161326 -          | 2003 QC60              | 23 d'agost de 2003     | Socorro              | LINEAR                                                 |
| 161327 -          | 2003 QS63              | 23 d'agost de 2003     | Socorro              | LINEAR                                                 |
| 161328 -          | 2003 QV66              | 22 d'agost de 2003     | Socorro              | LINEAR                                                 |
| 161329 -          | 2003 QO72              | 23 d'agost de 2003     | Socorro              | LINEAR                                                 |
| 161330 -          | 2003 QY79              | 26 d'agost de 2003     | Reedy Creek          | J. Broughton                                           |
| 161331 -          | 2003 QA90              | 25 d'agost de 2003     | Socorro              | LINEAR                                                 |
| 161332 -          | 2003 QX93              | 28 d'agost de 2003     | Haleakala            | NEAT                                                   |
| 161333 -          | 2003 QR99              | 28 d'agost de 2003     | Socorro              | LINEAR                                                 |
| 161334 -          | 2003 QY103             | 31 d'agost de 2003     | Haleakala            | NEAT                                                   |
| 161335 -          | 2003 QQ114             | 24 d'agost de 2003     | Socorro              | LINEAR                                                 |
| 161336 -          | 2003 RQ1               | 2 de setembre de 2003  | Reedy Creek          | J. Broughton                                           |
| 161337 -          | 2003 RB22              | 14 de setembre de 2003 | Haleakala            | NEAT                                                   |
| 161338 -          | 2003 SC4               | 16 de setembre de 2003 | Kitt Peak            | Spacewatch                                             |
| 161339 -          | 2003 SL22              | 16 de setembre de 2003 | Kitt Peak            | Spacewatch                                             |
| 161340 -          | 2003 SK37              | 16 de setembre de 2003 | Palomar              | NEAT                                                   |
| 161341 -          | 2003 SM41              | 17 de setembre de 2003 | Palomar              | NEAT                                                   |
| 161342 -          | 2003 SQ44              | 16 de setembre de 2003 | Anderson Mesa        | LONEOS                                                 |
| 161343 -          | 2003 SL62              | 17 de setembre de 2003 | Kitt Peak            | Spacewatch                                             |
| 161344 -          | 2003 SU64              | 18 de setembre de 2003 | Campo Imperatore     | CINEOS                                                 |
| 161345 -          | 2003 SX64              | 18 de setembre de 2003 | Campo Imperatore     | CINEOS                                                 |
| 161346 -          | 2003 SG89              | 18 de setembre de 2003 | Palomar              | NEAT                                                   |
| 161347 -          | 2003 SP94              | 19 de setembre de 2003 | Campo Imperatore     | CINEOS                                                 |
| 161348 -          | 2003 SR103             | 20 de setembre de 2003 | Socorro              | LINEAR                                                 |
| 161349 -          | 2003 SJ127             | 19 de setembre de 2003 | Piszkéstető          | Piszkéstető                                            |
| 161350 -          | 2003 SM140             | 19 de setembre de 2003 | Socorro              | LINEAR                                                 |
| 161351 -          | 2003 SR140             | 19 de setembre de 2003 | Palomar              | NEAT                                                   |
| 161352 -          | 2003 SY140             | 19 de setembre de 2003 | Palomar              | NEAT                                                   |
| 161353 -          | 2003 SV142             | 20 de setembre de 2003 | Socorro              | LINEAR                                                 |
| 161354 -          | 2003 SH149             | 16 de setembre de 2003 | Kitt Peak            | Spacewatch                                             |
| 161355 -          | 2003 SG152             | 19 de setembre de 2003 | Anderson Mesa        | LONEOS                                                 |
| 161356 -          | 2003 SS157             | 19 de setembre de 2003 | Anderson Mesa        | LONEOS                                                 |
| 161357 -          | 2003 SB162             | 18 de setembre de 2003 | Kitt Peak            | Spacewatch                                             |
| 161358 -          | 2003 SC163             | 19 de setembre de 2003 | Kitt Peak            | Spacewatch                                             |
| 161359 -          | 2003 SU164             | 20 de setembre de 2003 | Anderson Mesa        | LONEOS                                                 |
| 161360 -          | 2003 SR165             | 20 de setembre de 2003 | Anderson Mesa        | LONEOS                                                 |
| 161361 -          | 2003 SS165             | 20 de setembre de 2003 | Anderson Mesa        | LONEOS                                                 |
| 161362 -          | 2003 SC182             | 20 de setembre de 2003 | Socorro              | LINEAR                                                 |
| 161363 -          | 2003 SF192             | 19 de setembre de 2003 | Haleakala            | NEAT                                                   |
| 161364 -          | 2003 SJ198             | 21 de setembre de 2003 | Anderson Mesa        | LONEOS                                                 |
| 161365 -          | 2003 SD199             | 21 de setembre de 2003 | Anderson Mesa        | LONEOS                                                 |
| 161366 -          | 2003 SX207             | 26 de setembre de 2003 | Socorro              | LINEAR                                                 |
| 161367 -          | 2003 SP208             | 23 de setembre de 2003 | Palomar              | NEAT                                                   |
| 161368 -          | 2003 SD226             | 26 de setembre de 2003 | Socorro              | LINEAR                                                 |
| 161369 -          | 2003 SK228             | 28 de setembre de 2003 | Kitt Peak            | Spacewatch                                             |
| 161370 -          | 2003 SJ233             | 25 de setembre de 2003 | Palomar              | NEAT                                                   |
| 161371 Bertrandou | 2003 SO244             | 25 de setembre de 2003 | Saint-Sulpice        | Saint-Sulpice (probably B. Christophe)                 |
| 161372 -          | 2003 SM247             | 26 de setembre de 2003 | Socorro              | LINEAR                                                 |
| 161373 -          | 2003 SN259             | 28 de setembre de 2003 | Kitt Peak            | Spacewatch                                             |
| 161374 -          | 2003 SA272             | 27 de setembre de 2003 | Kitt Peak            | Spacewatch                                             |
| 161375 -          | 2003 SF291             | 29 de setembre de 2003 | Socorro              | LINEAR                                                 |
| 161376 -          | 2003 SH291             | 29 de setembre de 2003 | Socorro              | LINEAR                                                 |
| 161377 -          | 2003 SX292             | 26 de setembre de 2003 | Črni Vrh             | Črni Vrh                                               |
| 161378 -          | 2003 ST293             | 27 de setembre de 2003 | Kitt Peak            | Spacewatch                                             |
| 161379 -          | 2003 SE298             | 18 de setembre de 2003 | Haleakala            | NEAT                                                   |
| 161380 -          | 2003 SD304             | 17 de setembre de 2003 | Palomar              | NEAT                                                   |
| 161381 -          | 2003 TH7               | 1 d'octubre de 2003    | Anderson Mesa        | LONEOS                                                 |
| 161382 -          | 2003 TJ11              | 14 d'octubre de 2003   | Anderson Mesa        | LONEOS                                                 |
| 161383 -          | 2003 TH15              | 15 d'octubre de 2003   | Anderson Mesa        | LONEOS                                                 |
| 161384 -          | 2003 UK25              | 24 d'octubre de 2003   | Wrightwood           | J. W. Young                                            |
| 161385 -          | 2003 UM27              | 23 d'octubre de 2003   | Goodricke-Pigott     | R. A. Tucker                                           |
| 161386 -          | 2003 UB28              | 21 d'octubre de 2003   | Socorro              | LINEAR                                                 |
| 161387 -          | 2003 UX40              | 16 d'octubre de 2003   | Anderson Mesa        | LONEOS                                                 |
| 161388 -          | 2003 UH62              | 16 d'octubre de 2003   | Anderson Mesa        | LONEOS                                                 |
| 161389 -          | 2003 UL78              | 17 d'octubre de 2003   | Črni Vrh             | Črni Vrh                                               |
| 161390 -          | 2003 UB81              | 16 d'octubre de 2003   | Anderson Mesa        | LONEOS                                                 |
| 161391 -          | 2003 UF97              | 19 d'octubre de 2003   | Kitt Peak            | Spacewatch                                             |
| 161392 -          | 2003 UU116             | 21 d'octubre de 2003   | Socorro              | LINEAR                                                 |
| 161393 -          | 2003 UJ122             | 19 d'octubre de 2003   | Kitt Peak            | Spacewatch                                             |
| 161394 -          | 2003 UL130             | 18 d'octubre de 2003   | Palomar              | NEAT                                                   |
| 161395 -          | 2003 UM131             | 19 d'octubre de 2003   | Palomar              | NEAT                                                   |
| 161396 -          | 2003 UR132             | 19 d'octubre de 2003   | Palomar              | NEAT                                                   |
| 161397 -          | 2003 UU140             | 16 d'octubre de 2003   | Palomar              | NEAT                                                   |
| 161398 -          | 2003 UY162             | 21 d'octubre de 2003   | Socorro              | LINEAR                                                 |
| 161399 -          | 2003 UB163             | 21 d'octubre de 2003   | Socorro              | LINEAR                                                 |
| 161400 -          | 2003 UV164             | 21 d'octubre de 2003   | Socorro              | LINEAR                                                 |
| 161401-161500     |                        |                        |                      |                                                        |
| 161401 -          | 2003 UT166             | 21 d'octubre de 2003   | Kitt Peak            | Spacewatch                                             |
| 161402 -          | 2003 UP168             | 22 d'octubre de 2003   | Socorro              | LINEAR                                                 |
| 161403 -          | 2003 UH181             | 21 d'octubre de 2003   | Socorro              | LINEAR                                                 |
| 161404 -          | 2003 UD190             | 22 d'octubre de 2003   | Kitt Peak            | Spacewatch                                             |
| 161405 -          | 2003 UF202             | 21 d'octubre de 2003   | Socorro              | LINEAR                                                 |
| 161406 -          | 2003 UJ202             | 21 d'octubre de 2003   | Socorro              | LINEAR                                                 |
| 161407 -          | 2003 UB213             | 23 d'octubre de 2003   | Kitt Peak            | Spacewatch                                             |
| 161408 -          | 2003 UC213             | 23 d'octubre de 2003   | Kitt Peak            | Spacewatch                                             |
| 161409 -          | 2003 UG234             | 24 d'octubre de 2003   | Socorro              | LINEAR                                                 |
| 161410 -          | 2003 UP237             | 23 d'octubre de 2003   | Kitt Peak            | Spacewatch                                             |
| 161411 -          | 2003 UD238             | 23 d'octubre de 2003   | Haleakala            | NEAT                                                   |
| 161412 -          | 2003 UW245             | 24 d'octubre de 2003   | Socorro              | LINEAR                                                 |
| 161413 -          | 2003 UG246             | 24 d'octubre de 2003   | Socorro              | LINEAR                                                 |
| 161414 -          | 2003 UD253             | 27 d'octubre de 2003   | Socorro              | LINEAR                                                 |
| 161415 -          | 2003 UM253             | 22 d'octubre de 2003   | Palomar              | NEAT                                                   |
| 161416 -          | 2003 UU254             | 24 d'octubre de 2003   | Socorro              | LINEAR                                                 |
| 161417 -          | 2003 UJ264             | 27 d'octubre de 2003   | Socorro              | LINEAR                                                 |
| 161418 -          | 2003 UL267             | 28 d'octubre de 2003   | Socorro              | LINEAR                                                 |
| 161419 -          | 2003 UL276             | 29 d'octubre de 2003   | Socorro              | LINEAR                                                 |
| 161420 -          | 2003 UM276             | 29 d'octubre de 2003   | Socorro              | LINEAR                                                 |
| 161421 -          | 2003 WC6               | 18 de novembre de 2003 | Palomar              | NEAT                                                   |
| 161422 -          | 2003 WK17              | 18 de novembre de 2003 | Palomar              | NEAT                                                   |
| 161423 -          | 2003 WE26              | 18 de novembre de 2003 | Goodricke-Pigott     | R. A. Tucker                                           |
| 161424 -          | 2003 WC39              | 19 de novembre de 2003 | Kitt Peak            | Spacewatch                                             |
| 161425 -          | 2003 WC41              | 19 de novembre de 2003 | Kitt Peak            | Spacewatch                                             |
| 161426 -          | 2003 WN42              | 19 de novembre de 2003 | Palomar              | NEAT                                                   |
| 161427 -          | 2003 WC55              | 20 de novembre de 2003 | Socorro              | LINEAR                                                 |
| 161428 -          | 2003 WD57              | 18 de novembre de 2003 | Palomar              | NEAT                                                   |
| 161429 -          | 2003 WY72              | 20 de novembre de 2003 | Socorro              | LINEAR                                                 |
| 161430 -          | 2003 WP81              | 18 de novembre de 2003 | Socorro              | LINEAR                                                 |
| 161431 -          | 2003 WG83              | 20 de novembre de 2003 | Socorro              | LINEAR                                                 |
| 161432 -          | 2003 WN83              | 20 de novembre de 2003 | Socorro              | LINEAR                                                 |
| 161433 -          | 2003 WY100             | 21 de novembre de 2003 | Catalina             | CSS                                                    |
| 161434 -          | 2003 WT133             | 21 de novembre de 2003 | Socorro              | LINEAR                                                 |
| 161435 -          | 2003 WB150             | 24 de novembre de 2003 | Anderson Mesa        | LONEOS                                                 |
| 161436 -          | 2003 WL159             | 29 de novembre de 2003 | Socorro              | LINEAR                                                 |
| 161437 -          | 2003 WJ170             | 20 de novembre de 2003 | Palomar              | NEAT                                                   |
| 161438 -          | 2003 WY170             | 21 de novembre de 2003 | Palomar              | NEAT                                                   |
| 161439 -          | 2003 WM171             | 23 de novembre de 2003 | Anderson Mesa        | LONEOS                                                 |
| 161440 -          | 2003 WA172             | 29 de novembre de 2003 | Socorro              | LINEAR                                                 |
| 161441 -          | 2003 XV9               | 4 de desembre de 2003  | Socorro              | LINEAR                                                 |
| 161442 -          | 2003 YU14              | 17 de desembre de 2003 | Socorro              | LINEAR                                                 |
| 161443 -          | 2003 YK26              | 18 de desembre de 2003 | Socorro              | LINEAR                                                 |
| 161444 -          | 2003 YX32              | 16 de desembre de 2003 | Kitt Peak            | Spacewatch                                             |
| 161445 -          | 2003 YN45              | 17 de desembre de 2003 | Socorro              | LINEAR                                                 |
| 161446 -          | 2003 YM46              | 17 de desembre de 2003 | Socorro              | LINEAR                                                 |
| 161447 -          | 2003 YF47              | 17 de desembre de 2003 | Kitt Peak            | Spacewatch                                             |
| 161448 -          | 2003 YK63              | 19 de desembre de 2003 | Socorro              | LINEAR                                                 |
| 161449 -          | 2003 YX91              | 21 de desembre de 2003 | Kitt Peak            | Spacewatch                                             |
| 161450 -          | 2003 YK103             | 20 de desembre de 2003 | Socorro              | LINEAR                                                 |
| 161451 -          | 2003 YM119             | 27 de desembre de 2003 | Socorro              | LINEAR                                                 |
| 161452 -          | 2003 YJ139             | 28 de desembre de 2003 | Socorro              | LINEAR                                                 |
| 161453 -          | 2003 YE158             | 17 de desembre de 2003 | Socorro              | LINEAR                                                 |
| 161454 -          | 2003 YD180             | 18 de desembre de 2003 | Kitt Peak            | Spacewatch                                             |
| 161455 -          | 2004 AR                | 12 de gener de 2004    | Palomar              | NEAT                                                   |
| 161456 -          | 2004 AH26              | 13 de gener de 2004    | Palomar              | NEAT                                                   |
| 161457 -          | 2004 BV                | 16 de gener de 2004    | Kitt Peak            | Spacewatch                                             |
| 161458 -          | 2004 BP2               | 16 de gener de 2004    | Palomar              | NEAT                                                   |
| 161459 -          | 2004 BQ22              | 17 de gener de 2004    | Kitt Peak            | Spacewatch                                             |
| 161460 -          | 2004 BU44              | 21 de gener de 2004    | Socorro              | LINEAR                                                 |
| 161461 -          | 2004 BS56              | 23 de gener de 2004    | Anderson Mesa        | LONEOS                                                 |
| 161462 -          | 2004 BE116             | 26 de gener de 2004    | Anderson Mesa        | LONEOS                                                 |
| 161463 -          | 2004 CY1               | 12 de febrer de 2004   | Palomar              | NEAT                                                   |
| 161464 -          | 2004 CE35              | 10 de febrer de 2004   | Palomar              | NEAT                                                   |
| 161465 -          | 2004 CY70              | 12 de febrer de 2004   | Kitt Peak            | Spacewatch                                             |
| 161466 -          | 2004 CA83              | 12 de febrer de 2004   | Kitt Peak            | Spacewatch                                             |
| 161467 -          | 2004 DY17              | 18 de febrer de 2004   | Socorro              | LINEAR                                                 |
| 161468 -          | 2004 DE31              | 17 de febrer de 2004   | Socorro              | LINEAR                                                 |
| 161469 -          | 2004 EC79              | 15 de març de 2004     | Kitt Peak            | Spacewatch                                             |
| 161470 -          | 2004 EV80              | 15 de març de 2004     | Socorro              | LINEAR                                                 |
| 161471 -          | 2004 FE12              | 16 de març de 2004     | Socorro              | LINEAR                                                 |
| 161472 -          | 2004 FG20              | 16 de març de 2004     | Socorro              | LINEAR                                                 |
| 161473 -          | 2004 FC40              | 18 de març de 2004     | Socorro              | LINEAR                                                 |
| 161474 -          | 2004 FE40              | 18 de març de 2004     | Socorro              | LINEAR                                                 |
| 161475 -          | 2004 FY92              | 19 de març de 2004     | Socorro              | LINEAR                                                 |
| 161476 -          | 2004 FS96              | 23 de març de 2004     | Socorro              | LINEAR                                                 |
| 161477 -          | 2004 FJ160             | 18 de març de 2004     | Socorro              | LINEAR                                                 |
| 161478 -          | 2004 GX25              | 14 d'abril de 2004     | Kitt Peak            | Spacewatch                                             |
| 161479 -          | 2004 GU27              | 15 d'abril de 2004     | Palomar              | NEAT                                                   |
| 161480 -          | 2004 GX38              | 15 d'abril de 2004     | Anderson Mesa        | LONEOS                                                 |
| 161481 -          | 2004 GQ60              | 14 d'abril de 2004     | Kitt Peak            | Spacewatch                                             |
| 161482 -          | 2004 GL61              | 13 d'abril de 2004     | Kitt Peak            | Spacewatch                                             |
| 161483 -          | 2004 GA87              | 14 d'abril de 2004     | Siding Spring        | SSS                                                    |
| 161484 -          | 2004 HU42              | 20 d'abril de 2004     | Socorro              | LINEAR                                                 |
| 161485 -          | 2004 HZ47              | 22 d'abril de 2004     | Siding Spring        | SSS                                                    |
| 161486 -          | 2004 HE52              | 24 d'abril de 2004     | Kitt Peak            | Spacewatch                                             |
| 161487 -          | 2004 JO15              | 10 de maig de 2004     | Palomar              | NEAT                                                   |
| 161488 -          | 2004 JC18              | 13 de maig de 2004     | Anderson Mesa        | LONEOS                                                 |
| 161489 -          | 2004 KN6               | 18 de maig de 2004     | Socorro              | LINEAR                                                 |
| 161490 -          | 2004 KY7               | 19 de maig de 2004     | Needville            | Needville                                              |
| 161491 -          | 2004 KJ10              | 20 de maig de 2004     | Siding Spring        | SSS                                                    |
| 161492 -          | 2004 LG2               | 10 de juny de 2004     | Reedy Creek          | J. Broughton                                           |
| 161493 -          | 2004 LL6               | 9 de juny de 2004      | Siding Spring        | SSS                                                    |
| 161494 -          | 2004 LN14              | 11 de juny de 2004     | Socorro              | LINEAR                                                 |
| 161495 -          | 2004 MA1               | 16 de juny de 2004     | Socorro              | LINEAR                                                 |
| 161496 -          | 2004 NY                | 7 de juliol de 2004    | Campo Imperatore     | CINEOS                                                 |
| 161497 -          | 2004 NY32              | 11 de juliol de 2004   | Socorro              | LINEAR                                                 |
| 161498 -          | 2004 PT69              | 7 d'agost de 2004      | Palomar              | NEAT                                                   |
| 161499 -          | 2004 PE82              | 10 d'agost de 2004     | Socorro              | LINEAR                                                 |
| 161500 -          | 2004 RW13              | 6 de setembre de 2004  | Siding Spring        | SSS                                                    |
| 161501-161600     |                        |                        |                      |                                                        |
| 161501 -          | 2004 RV19              | 7 de setembre de 2004  | Socorro              | LINEAR                                                 |
| 161502 -          | 2004 RP26              | 6 de setembre de 2004  | Palomar              | NEAT                                                   |
| 161503 -          | 2004 RD45              | 8 de setembre de 2004  | Socorro              | LINEAR                                                 |
| 161504 -          | 2004 RD54              | 8 de setembre de 2004  | Socorro              | LINEAR                                                 |
| 161505 -          | 2004 RU68              | 8 de setembre de 2004  | Socorro              | LINEAR                                                 |
| 161506 -          | 2004 RR79              | 8 de setembre de 2004  | Palomar              | NEAT                                                   |
| 161507 -          | 2004 RU82              | 9 de setembre de 2004  | Socorro              | LINEAR                                                 |
| 161508 -          | 2004 RW88              | 8 de setembre de 2004  | Socorro              | LINEAR                                                 |
| 161509 -          | 2004 RB99              | 8 de setembre de 2004  | Socorro              | LINEAR                                                 |
| 161510 -          | 2004 RA150             | 9 de setembre de 2004  | Socorro              | LINEAR                                                 |
| 161511 -          | 2004 RP179             | 10 de setembre de 2004 | Socorro              | LINEAR                                                 |
| 161512 -          | 2004 RD190             | 10 de setembre de 2004 | Socorro              | LINEAR                                                 |
| 161513 -          | 2004 RK195             | 10 de setembre de 2004 | Socorro              | LINEAR                                                 |
| 161514 -          | 2004 RE288             | 15 de setembre de 2004 | 7300 Observatory     | W. K. Y. Yeung                                         |
| 161515 -          | 2004 RO291             | 10 de setembre de 2004 | Socorro              | LINEAR                                                 |
| 161516 -          | 2004 RR326             | 13 de setembre de 2004 | Socorro              | LINEAR                                                 |
| 161517 -          | 2004 RZ328             | 15 de setembre de 2004 | Kitt Peak            | Spacewatch                                             |
| 161518 -          | 2004 RK334             | 15 de setembre de 2004 | Anderson Mesa        | LONEOS                                                 |
| 161519 -          | 2004 SQ11              | 16 de setembre de 2004 | Siding Spring        | SSS                                                    |
| 161520 -          | 2004 SO32              | 17 de setembre de 2004 | Socorro              | LINEAR                                                 |
| 161521 -          | 2004 SG51              | 22 de setembre de 2004 | Kitt Peak            | Spacewatch                                             |
| 161522 -          | 2004 SO57              | 16 de setembre de 2004 | Anderson Mesa        | LONEOS                                                 |
| 161523 -          | 2004 SQ60              | 17 de setembre de 2004 | Socorro              | LINEAR                                                 |
| 161524 -          | 2004 TU16              | 8 d'octubre de 2004    | Socorro              | LINEAR                                                 |
| 161525 -          | 2004 TH44              | 4 d'octubre de 2004    | Kitt Peak            | Spacewatch                                             |
| 161526 -          | 2004 TF106             | 7 d'octubre de 2004    | Socorro              | LINEAR                                                 |
| 161527 -          | 2004 TG124             | 7 d'octubre de 2004    | Socorro              | LINEAR                                                 |
| 161528 -          | 2004 TE133             | 7 d'octubre de 2004    | Anderson Mesa        | LONEOS                                                 |
| 161529 -          | 2004 TR179             | 7 d'octubre de 2004    | Kitt Peak            | Spacewatch                                             |
| 161530 -          | 2004 TQ293             | 10 d'octubre de 2004   | Kitt Peak            | Spacewatch                                             |
| 161531 -          | 2004 TA296             | 10 d'octubre de 2004   | Kitt Peak            | Spacewatch                                             |
| 161532 -          | 2004 TN342             | 13 d'octubre de 2004   | Kitt Peak            | Spacewatch                                             |
| 161533 -          | 2004 TF345             | 15 d'octubre de 2004   | Mount Lemmon         | Mount Lemmon Survey                                    |
| 161534 -          | 2004 TZ359             | 9 d'octubre de 2004    | Anderson Mesa        | LONEOS                                                 |
| 161535 -          | 2004 VR9               | 3 de novembre de 2004  | Anderson Mesa        | LONEOS                                                 |
| 161536 -          | 2004 VA16              | 3 de novembre de 2004  | Palomar              | NEAT                                                   |
| 161537 -          | 2004 VA24              | 4 de novembre de 2004  | Catalina             | CSS                                                    |
| 161538 -          | 2004 VP26              | 4 de novembre de 2004  | Catalina             | CSS                                                    |
| 161539 -          | 2004 VQ57              | 5 de novembre de 2004  | Palomar              | NEAT                                                   |
| 161540 -          | 2004 VP77              | 12 de novembre de 2004 | Catalina             | CSS                                                    |
| 161541 -          | 2004 VJ81              | 4 de novembre de 2004  | Kitt Peak            | Spacewatch                                             |
| 161542 -          | 2004 WF3               | 17 de novembre de 2004 | Siding Spring        | SSS                                                    |
| 161543 -          | 2004 WH10              | 19 de novembre de 2004 | Socorro              | LINEAR                                                 |
| 161544 -          | 2004 XQ13              | 8 de desembre de 2004  | Socorro              | LINEAR                                                 |
| 161545 Ferrando   | 2004 XP16              | 10 de desembre de 2004 | La Cañada            | J. Lacruz                                              |
| 161546 Schneeweis | 2004 XT16              | 10 de desembre de 2004 | Junk Bond            | D. Healy                                               |
| 161547 -          | 2004 XS29              | 10 de desembre de 2004 | Socorro              | LINEAR                                                 |
| 161548 -          | 2004 XL49              | 12 de desembre de 2004 | Palomar              | NEAT                                                   |
| 161549 -          | 2004 XN49              | 12 de desembre de 2004 | Socorro              | LINEAR                                                 |
| 161550 -          | 2004 XS54              | 10 de desembre de 2004 | Kitt Peak            | Spacewatch                                             |
| 161551 -          | 2004 XO72              | 14 de desembre de 2004 | Kitt Peak            | Spacewatch                                             |
| 161552 -          | 2004 XT80              | 10 de desembre de 2004 | Socorro              | LINEAR                                                 |
| 161553 -          | 2004 XV102             | 14 de desembre de 2004 | Catalina             | CSS                                                    |
| 161554 -          | 2004 XO121             | 14 de desembre de 2004 | Catalina             | CSS                                                    |
| 161555 -          | 2004 XX121             | 15 de desembre de 2004 | Socorro              | LINEAR                                                 |
| 161556 -          | 2004 XZ146             | 15 de desembre de 2004 | Socorro              | LINEAR                                                 |
| 161557 -          | 2004 YF6               | 16 de desembre de 2004 | Kitt Peak            | Spacewatch                                             |
| 161558 -          | 2004 YF17              | 18 de desembre de 2004 | Mount Lemmon         | Mount Lemmon Survey                                    |
| 161559 -          | 2004 YO21              | 18 de desembre de 2004 | Mount Lemmon         | Mount Lemmon Survey                                    |
| 161560 -          | 2004 YW34              | 18 de desembre de 2004 | Mount Lemmon         | Mount Lemmon Survey                                    |
| 161561 -          | 2005 AR7               | 6 de gener de 2005     | Catalina             | CSS                                                    |
| 161562 -          | 2005 AU10              | 6 de gener de 2005     | Catalina             | CSS                                                    |
| 161563 -          | 2005 AB17              | 6 de gener de 2005     | Socorro              | LINEAR                                                 |
| 161564 -          | 2005 AF35              | 13 de gener de 2005    | Socorro              | LINEAR                                                 |
| 161565 -          | 2005 AD62              | 15 de gener de 2005    | Kitt Peak            | Spacewatch                                             |
| 161566 -          | 2005 AH64              | 13 de gener de 2005    | Kitt Peak            | Spacewatch                                             |
| 161567 -          | 2005 BX                | 16 de gener de 2005    | Hormersdorf          | J. Lorenz                                              |
| 161568 -          | 2005 BC2               | 17 de gener de 2005    | Socorro              | LINEAR                                                 |
| 161569 -          | 2005 BH17              | 16 de gener de 2005    | Kitt Peak            | Spacewatch                                             |
| 161570 -          | 2005 BR23              | 17 de gener de 2005    | Kitt Peak            | Spacewatch                                             |
| 161571 -          | 2005 CB6               | 1 de febrer de 2005    | Kitt Peak            | Spacewatch                                             |
| 161572 -          | 2005 CP50              | 2 de febrer de 2005    | Socorro              | LINEAR                                                 |
| 161573 -          | 2005 CX57              | 2 de febrer de 2005    | Catalina             | CSS                                                    |
| 161574 -          | 2005 DS                | 28 de febrer de 2005   | Junk Bond            | Junk Bond                                              |
| 161575 -          | 2005 EZ10              | 2 de març de 2005      | Kitt Peak            | Spacewatch                                             |
| 161576 -          | 2005 EY47              | 3 de març de 2005      | Catalina             | CSS                                                    |
| 161577 -          | 2005 EK72              | 2 de març de 2005      | Catalina             | CSS                                                    |
| 161578 -          | 2005 EL85              | 4 de març de 2005      | Socorro              | LINEAR                                                 |
| 161579 -          | 2005 EH121             | 8 de març de 2005      | Socorro              | LINEAR                                                 |
| 161580 -          | 2005 EV122             | 8 de març de 2005      | Mount Lemmon         | Mount Lemmon Survey                                    |
| 161581 -          | 2005 EA204             | 11 de març de 2005     | Kitt Peak            | Spacewatch                                             |
| 161582 -          | 2005 ET219             | 10 de març de 2005     | Mount Lemmon         | Mount Lemmon Survey                                    |
| 161583 -          | 2005 GZ119             | 6 d'abril de 2005      | Anderson Mesa        | LONEOS                                                 |
| 161584 -          | 2005 GN123             | 7 d'abril de 2005      | Kitt Peak            | Spacewatch                                             |
| 161585 -          | 2005 GN184             | 10 d'abril de 2005     | Kitt Peak            | M. W. Buie                                             |
| 161586 -          | 2005 JO88              | 10 de maig de 2005     | Mount Lemmon         | Mount Lemmon Survey                                    |
| 161587 -          | 2005 LC7               | 1 de juny de 2005      | Kitt Peak            | Spacewatch                                             |
| 161588 -          | 2005 LE30              | 12 de juny de 2005     | Kitt Peak            | Spacewatch                                             |
| 161589 -          | 2005 MF49              | 29 de juny de 2005     | Palomar              | NEAT                                                   |
| 161590 -          | 2005 NO49              | 8 de juliol de 2005    | Kitt Peak            | Spacewatch                                             |
| 161591 -          | 2005 OG14              | 31 de juliol de 2005   | Siding Spring        | SSS                                                    |
| 161592 -          | 2005 PN24              | 10 d'agost de 2005     | Cerro Tololo         | M. W. Buie                                             |
| 161593 -          | 2005 QE28              | 28 d'agost de 2005     | Junk Bond            | D. Healy                                               |
| 161594 -          | 2005 QR171             | 29 d'agost de 2005     | Palomar              | NEAT                                                   |
| 161595 -          | 2005 SK19              | 25 de setembre de 2005 | Calvin-Rehoboth      | Calvin College                                         |
| 161596 -          | 2005 SK79              | 24 de setembre de 2005 | Kitt Peak            | Spacewatch                                             |
| 161597 -          | 2005 SR85              | 24 de setembre de 2005 | Kitt Peak            | Spacewatch                                             |
| 161598 -          | 2005 SF129             | 29 de setembre de 2005 | Mount Lemmon         | Mount Lemmon Survey                                    |
| 161599 -          | 2005 SB153             | 25 de setembre de 2005 | Kitt Peak            | Spacewatch                                             |
| 161600 -          | 2005 TE28              | 1 d'octubre de 2005    | Kitt Peak            | Spacewatch                                             |
| 161601-161700     |                        |                        |                      |                                                        |
| 161601 -          | 2005 TU75              | 3 d'octubre de 2005    | Catalina             | CSS                                                    |
| 161602 -          | 2005 TQ129             | 7 d'octubre de 2005    | Kitt Peak            | Spacewatch                                             |
| 161603 -          | 2005 TY166             | 9 d'octubre de 2005    | Kitt Peak            | Spacewatch                                             |
| 161604 -          | 2005 TU174             | 1 d'octubre de 2005    | Anderson Mesa        | LONEOS                                                 |
| 161605 -          | 2005 TR191             | 1 d'octubre de 2005    | Catalina             | CSS                                                    |
| 161606 -          | 2005 UR38              | 24 d'octubre de 2005   | Kitt Peak            | Spacewatch                                             |
| 161607 -          | 2005 UW54              | 23 d'octubre de 2005   | Catalina             | CSS                                                    |
| 161608 -          | 2005 UZ68              | 23 d'octubre de 2005   | Catalina             | CSS                                                    |
| 161609 -          | 2005 UA83              | 22 d'octubre de 2005   | Kitt Peak            | Spacewatch                                             |
| 161610 -          | 2005 UN88              | 22 d'octubre de 2005   | Kitt Peak            | Spacewatch                                             |
| 161611 -          | 2005 UR110             | 22 d'octubre de 2005   | Kitt Peak            | Spacewatch                                             |
| 161612 -          | 2005 UQ127             | 24 d'octubre de 2005   | Kitt Peak            | Spacewatch                                             |
| 161613 -          | 2005 UE274             | 24 d'octubre de 2005   | Palomar              | NEAT                                                   |
| 161614 -          | 2005 UG427             | 28 d'octubre de 2005   | Kitt Peak            | Spacewatch                                             |
| 161615 -          | 2005 UQ440             | 29 d'octubre de 2005   | Catalina             | CSS                                                    |
| 161616 -          | 2005 UB497             | 27 d'octubre de 2005   | Palomar              | NEAT                                                   |
| 161617 -          | 2005 UJ513             | 23 d'octubre de 2005   | Catalina             | CSS                                                    |
| 161618 -          | 2005 VH117             | 11 de novembre de 2005 | Kitt Peak            | Spacewatch                                             |
| 161619 -          | 2005 VH120             | 5 de novembre de 2005  | Kitt Peak            | Spacewatch                                             |
| 161620 -          | 2005 WV57              | 25 de novembre de 2005 | Catalina             | CSS                                                    |
| 161621 -          | 2005 WM92              | 25 de novembre de 2005 | Mount Lemmon         | Mount Lemmon Survey                                    |
| 161622 -          | 2005 WM115             | 29 de novembre de 2005 | Mount Lemmon         | Mount Lemmon Survey                                    |
| 161623 -          | 2005 WF158             | 26 de novembre de 2005 | Mount Lemmon         | Mount Lemmon Survey                                    |
| 161624 -          | 2005 WB202             | 29 de novembre de 2005 | Kitt Peak            | Spacewatch                                             |
| 161625 -          | 2005 YJ7               | 22 de desembre de 2005 | Catalina             | CSS                                                    |
| 161626 -          | 2005 YD8               | 22 de desembre de 2005 | Kitt Peak            | Spacewatch                                             |
| 161627 -          | 2005 YH8               | 22 de desembre de 2005 | Kitt Peak            | Spacewatch                                             |
| 161628 -          | 2005 YW29              | 25 de desembre de 2005 | Kitt Peak            | Spacewatch                                             |
| 161629 -          | 2005 YL47              | 25 de desembre de 2005 | Catalina             | CSS                                                    |
| 161630 -          | 2005 YP93              | 27 de desembre de 2005 | Catalina             | CSS                                                    |
| 161631 -          | 2005 YS130             | 25 de desembre de 2005 | Kitt Peak            | Spacewatch                                             |
| 161632 -          | 2005 YB244             | 30 de desembre de 2005 | Kitt Peak            | Spacewatch                                             |
| 161633 -          | 2005 YL247             | 30 de desembre de 2005 | Mount Lemmon         | Mount Lemmon Survey                                    |
| 161634 -          | 2005 YN277             | 25 de desembre de 2005 | Kitt Peak            | Spacewatch                                             |
| 161635 -          | 2005 YU290             | 25 de desembre de 2005 | Mount Lemmon         | Mount Lemmon Survey                                    |
| 161636 -          | 2006 AR50              | 5 de gener de 2006     | Kitt Peak            | Spacewatch                                             |
| 161637 -          | 2006 AM58              | 8 de gener de 2006     | Kitt Peak            | Spacewatch                                             |
| 161638 -          | 2006 AA68              | 5 de gener de 2006     | Mount Lemmon         | Mount Lemmon Survey                                    |
| 161639 -          | 2006 AS78              | 4 de gener de 2006     | Kitt Peak            | Spacewatch                                             |
| 161640 -          | 2006 BJ5               | 21 de gener de 2006    | Mount Lemmon         | Mount Lemmon Survey                                    |
| 161641 -          | 2006 BE11              | 20 de gener de 2006    | Kitt Peak            | Spacewatch                                             |
| 161642 -          | 2006 BZ21              | 22 de gener de 2006    | Mount Lemmon         | Mount Lemmon Survey                                    |
| 161643 -          | 2006 BS25              | 23 de gener de 2006    | Mount Lemmon         | Mount Lemmon Survey                                    |
| 161644 -          | 2006 BC30              | 20 de gener de 2006    | Kitt Peak            | Spacewatch                                             |
| 161645 -          | 2006 BO40              | 21 de gener de 2006    | Kitt Peak            | Spacewatch                                             |
| 161646 -          | 2006 BL56              | 21 de gener de 2006    | Mount Lemmon         | Mount Lemmon Survey                                    |
| 161647 -          | 2006 BO69              | 23 de gener de 2006    | Kitt Peak            | Spacewatch                                             |
| 161648 -          | 2006 BH87              | 25 de gener de 2006    | Kitt Peak            | Spacewatch                                             |
| 161649 -          | 2006 BR95              | 26 de gener de 2006    | Kitt Peak            | Spacewatch                                             |
| 161650 -          | 2006 BM97              | 26 de gener de 2006    | Mount Lemmon         | Mount Lemmon Survey                                    |
| 161651 -          | 2006 BJ175             | 27 de gener de 2006    | Kitt Peak            | Spacewatch                                             |
| 161652 -          | 2006 BC181             | 27 de gener de 2006    | Mount Lemmon         | Mount Lemmon Survey                                    |
| 161653 -          | 2006 BB206             | 31 de gener de 2006    | Mount Lemmon         | Mount Lemmon Survey                                    |
| 161654 -          | 2006 BE211             | 31 de gener de 2006    | Kitt Peak            | Spacewatch                                             |
| 161655 -          | 2006 BZ234             | 31 de gener de 2006    | Kitt Peak            | Spacewatch                                             |
| 161656 -          | 2006 BG251             | 31 de gener de 2006    | Kitt Peak            | Spacewatch                                             |
| 161657 -          | 2006 BM268             | 27 de gener de 2006    | Catalina             | CSS                                                    |
| 161658 -          | 2006 BS269             | 28 de gener de 2006    | Anderson Mesa        | LONEOS                                                 |
| 161659 -          | 2006 CB23              | 1 de febrer de 2006    | Kitt Peak            | Spacewatch                                             |
| 161660 -          | 2006 CW34              | 2 de febrer de 2006    | Mount Lemmon         | Mount Lemmon Survey                                    |
| 161661 -          | 2006 CN59              | 6 de febrer de 2006    | Mount Lemmon         | Mount Lemmon Survey                                    |
| 161662 -          | 2006 CV59              | 6 de febrer de 2006    | Mount Lemmon         | Mount Lemmon Survey                                    |
| 161663 -          | 2006 DM3               | 20 de febrer de 2006   | Catalina             | CSS                                                    |
| 161664 -          | 2006 DM16              | 20 de febrer de 2006   | Kitt Peak            | Spacewatch                                             |
| 161665 -          | 2006 DS48              | 21 de febrer de 2006   | Catalina             | CSS                                                    |
| 161666 -          | 2006 DN59              | 24 de febrer de 2006   | Mount Lemmon         | Mount Lemmon Survey                                    |
| 161667 -          | 2006 DD71              | 21 de febrer de 2006   | Mount Lemmon         | Mount Lemmon Survey                                    |
| 161668 -          | 2006 DS79              | 24 de febrer de 2006   | Kitt Peak            | Spacewatch                                             |
| 161669 -          | 2006 DL83              | 24 de febrer de 2006   | Kitt Peak            | Spacewatch                                             |
| 161670 -          | 2006 DP88              | 24 de febrer de 2006   | Kitt Peak            | Spacewatch                                             |
| 161671 -          | 2006 DT90              | 24 de febrer de 2006   | Kitt Peak            | Spacewatch                                             |
| 161672 -          | 2006 DB107             | 25 de febrer de 2006   | Mount Lemmon         | Mount Lemmon Survey                                    |
| 161673 -          | 2006 DH211             | 24 de febrer de 2006   | Kitt Peak            | Spacewatch                                             |
| 161674 -          | 2006 EM53              | 2 de març de 2006      | Kitt Peak            | Spacewatch                                             |
| 161675 -          | 2006 FU1               | 22 de març de 2006     | Catalina             | CSS                                                    |
| 161676 -          | 2006 FQ4               | 23 de març de 2006     | Kitt Peak            | Spacewatch                                             |
| 161677 -          | 2006 FM13              | 23 de març de 2006     | Kitt Peak            | Spacewatch                                             |
| 161678 -          | 2006 FK17              | 23 de març de 2006     | Mount Lemmon         | Mount Lemmon Survey                                    |
| 161679 -          | 2006 FY46              | 23 de març de 2006     | Catalina             | CSS                                                    |
| 161680 -          | 2006 GD15              | 2 d'abril de 2006      | Kitt Peak            | Spacewatch                                             |
| 161681 -          | 2006 GK24              | 2 d'abril de 2006      | Kitt Peak            | Spacewatch                                             |
| 161682 -          | 2006 GP33              | 7 d'abril de 2006      | Mount Lemmon         | Mount Lemmon Survey                                    |
| 161683 -          | 2006 GY42              | 12 d'abril de 2006     | Palomar              | NEAT                                                   |
| 161684 -          | 2006 GD50              | 8 d'abril de 2006      | Siding Spring        | SSS                                                    |
| 161685 -          | 2006 GD52              | 9 d'abril de 2006      | Catalina             | CSS                                                    |
| 161686 -          | 2006 HX16              | 19 d'abril de 2006     | Anderson Mesa        | LONEOS                                                 |
| 161687 -          | 2006 HC17              | 20 d'abril de 2006     | Kitt Peak            | Spacewatch                                             |
| 161688 -          | 2006 HX24              | 20 d'abril de 2006     | Kitt Peak            | Spacewatch                                             |
| 161689 -          | 2006 HD30              | 19 d'abril de 2006     | Catalina             | CSS                                                    |
| 161690 -          | 2006 HF32              | 19 d'abril de 2006     | Kitt Peak            | Spacewatch                                             |
| 161691 -          | 2006 HX41              | 21 d'abril de 2006     | Kitt Peak            | Spacewatch                                             |
| 161692 -          | 2006 HS44              | 24 d'abril de 2006     | Mount Lemmon         | Mount Lemmon Survey                                    |
| 161693 -          | 2006 HL46              | 26 d'abril de 2006     | RAS                  | A. Lowe                                                |
| 161694 -          | 2006 HV52              | 19 d'abril de 2006     | Anderson Mesa        | LONEOS                                                 |
| 161695 -          | 2006 HL81              | 26 d'abril de 2006     | Kitt Peak            | Spacewatch                                             |
| 161696 -          | 2006 HR83              | 26 d'abril de 2006     | Kitt Peak            | Spacewatch                                             |
| 161697 -          | 2006 HZ104             | 19 d'abril de 2006     | Catalina             | CSS                                                    |
| 161698 -          | 2006 HL120             | 30 d'abril de 2006     | Kitt Peak            | Spacewatch                                             |
| 161699 -          | 2006 HR140             | 26 d'abril de 2006     | Cerro Tololo         | M. W. Buie                                             |
| 161700 -          | 2006 JK32              | 3 de maig de 2006      | Kitt Peak            | Spacewatch                                             |
| 161701-161800     |                        |                        |                      |                                                        |
| 161701 -          | 2006 JW41              | 7 de maig de 2006      | Kitt Peak            | Spacewatch                                             |
| 161702 -          | 2006 JZ46              | 5 de maig de 2006      | Anderson Mesa        | LONEOS                                                 |
| 161703 -          | 2006 JH52              | 5 de maig de 2006      | Anderson Mesa        | LONEOS                                                 |
| 161704 -          | 2006 JL55              | 1 de maig de 2006      | Catalina             | CSS                                                    |
| 161705 -          | 2006 KJ                | 16 de maig de 2006     | Palomar              | NEAT                                                   |
| 161706 -          | 2006 KG2               | 17 de maig de 2006     | Siding Spring        | SSS                                                    |
| 161707 -          | 2006 KY2               | 18 de maig de 2006     | Palomar              | NEAT                                                   |
| 161708 -          | 2006 KX37              | 24 de maig de 2006     | Mount Lemmon         | Mount Lemmon Survey                                    |
| 161709 -          | 2006 KJ48              | 21 de maig de 2006     | Kitt Peak            | Spacewatch                                             |
| 161710 -          | 2006 KV75              | 24 de maig de 2006     | Palomar              | NEAT                                                   |
| 161711 -          | 2006 KU88              | 26 de maig de 2006     | Kitt Peak            | Spacewatch                                             |
| 161712 -          | 2006 KF91              | 24 de maig de 2006     | Mount Lemmon         | Mount Lemmon Survey                                    |
| 161713 -          | 2006 KJ109             | 31 de maig de 2006     | Mount Lemmon         | Mount Lemmon Survey                                    |
| 161714 -          | 2006 MH                | 16 de juny de 2006     | Kitt Peak            | Spacewatch                                             |
| 161715 Wenchuan   | 2006 MZ12              | 23 de juny de 2006     | Lulin Observatory    | Q.-z. Ye                                               |
| 161716 -          | 2006 OS15              | 26 de juliol de 2006   | Siding Spring        | SSS                                                    |
| 161717 -          | 2006 PL23              | 12 d'agost de 2006     | Palomar              | NEAT                                                   |
| 161718 -          | 2006 QP28              | 21 d'agost de 2006     | Kitt Peak            | Spacewatch                                             |
| 161719 -          | 2006 QM123             | 29 d'agost de 2006     | Catalina             | CSS                                                    |
| 161720 -          | 2006 QK126             | 16 d'agost de 2006     | Palomar              | NEAT                                                   |
| 161721 -          | 2006 RF11              | 12 de setembre de 2006 | Catalina             | CSS                                                    |
| 161722 -          | 2006 RH20              | 15 de setembre de 2006 | Socorro              | LINEAR                                                 |
| 161723 -          | 2006 RT21              | 15 de setembre de 2006 | Kitt Peak            | Spacewatch                                             |
| 161724 -          | 2006 RB48              | 14 de setembre de 2006 | Catalina             | CSS                                                    |
| 161725 -          | 2006 RK48              | 14 de setembre de 2006 | Catalina             | CSS                                                    |
| 161726 -          | 2006 RB102             | 15 de setembre de 2006 | Kitt Peak            | Spacewatch                                             |
| 161727 -          | 2006 SW7               | 16 de setembre de 2006 | Socorro              | LINEAR                                                 |
| 161728 -          | 2006 SQ20              | 18 de setembre de 2006 | Goodricke-Pigott     | R. A. Tucker                                           |
| 161729 -          | 2006 SZ23              | 18 de setembre de 2006 | Catalina             | CSS                                                    |
| 161730 -          | 2006 SE27              | 16 de setembre de 2006 | Catalina             | CSS                                                    |
| 161731 -          | 2006 SG36              | 17 de setembre de 2006 | Anderson Mesa        | LONEOS                                                 |
| 161732 -          | 2006 SV42              | 18 de setembre de 2006 | Catalina             | CSS                                                    |
| 161733 -          | 2006 ST44              | 17 de setembre de 2006 | Anderson Mesa        | LONEOS                                                 |
| 161734 -          | 2006 SP83              | 18 de setembre de 2006 | Kitt Peak            | Spacewatch                                             |
| 161735 -          | 2006 SC87              | 18 de setembre de 2006 | Kitt Peak            | Spacewatch                                             |
| 161736 -          | 2006 SA121             | 18 de setembre de 2006 | Catalina             | CSS                                                    |
| 161737 -          | 2006 SR121             | 18 de setembre de 2006 | Catalina             | CSS                                                    |
| 161738 -          | 2006 SD126             | 20 de setembre de 2006 | Socorro              | LINEAR                                                 |
| 161739 -          | 2006 SL126             | 21 de setembre de 2006 | Anderson Mesa        | LONEOS                                                 |
| 161740 -          | 2006 SE154             | 20 de setembre de 2006 | Palomar              | NEAT                                                   |
| 161741 -          | 2006 SU207             | 25 de setembre de 2006 | Kitt Peak            | Spacewatch                                             |
| 161742 -          | 2006 SV238             | 26 de setembre de 2006 | Kitt Peak            | Spacewatch                                             |
| 161743 -          | 2006 SR253             | 26 de setembre de 2006 | Mount Lemmon         | Mount Lemmon Survey                                    |
| 161744 -          | 2006 SK259             | 26 de setembre de 2006 | Kitt Peak            | Spacewatch                                             |
| 161745 -          | 2006 SV262             | 26 de setembre de 2006 | Mount Lemmon         | Mount Lemmon Survey                                    |
| 161746 -          | 2006 SF267             | 26 de setembre de 2006 | Kitt Peak            | Spacewatch                                             |
| 161747 -          | 2006 SY272             | 27 de setembre de 2006 | Socorro              | LINEAR                                                 |
| 161748 -          | 2006 SR274             | 27 de setembre de 2006 | Mount Lemmon         | Mount Lemmon Survey                                    |
| 161749 -          | 2006 ST274             | 27 de setembre de 2006 | Mount Lemmon         | Mount Lemmon Survey                                    |
| 161750 -          | 2006 SQ285             | 25 de setembre de 2006 | Mount Lemmon         | Mount Lemmon Survey                                    |
| 161751 -          | 2006 SU287             | 22 de setembre de 2006 | Catalina             | CSS                                                    |
| 161752 -          | 2006 SX289             | 26 de setembre de 2006 | Siding Spring        | SSS                                                    |
| 161753 -          | 2006 SW327             | 27 de setembre de 2006 | Kitt Peak            | Spacewatch                                             |
| 161754 -          | 2006 SJ354             | 30 de setembre de 2006 | Catalina             | CSS                                                    |
| 161755 -          | 2006 SQ354             | 30 de setembre de 2006 | Mount Lemmon         | Mount Lemmon Survey                                    |
| 161756 -          | 2006 SB360             | 30 de setembre de 2006 | Catalina             | CSS                                                    |
| 161757 -          | 2006 TH                | 2 d'octubre de 2006    | RAS                  | A. Lowe                                                |
| 161758 -          | 2006 TL18              | 11 d'octubre de 2006   | Kitt Peak            | Spacewatch                                             |
| 161759 -          | 2006 TO20              | 11 d'octubre de 2006   | Kitt Peak            | Spacewatch                                             |
| 161760 -          | 2006 TU25              | 12 d'octubre de 2006   | Kitt Peak            | Spacewatch                                             |
| 161761 -          | 2006 TK26              | 12 d'octubre de 2006   | Kitt Peak            | Spacewatch                                             |
| 161762 -          | 2006 TQ29              | 12 d'octubre de 2006   | Kitt Peak            | Spacewatch                                             |
| 161763 -          | 2006 TO30              | 12 d'octubre de 2006   | Kitt Peak            | Spacewatch                                             |
| 161764 -          | 2006 TV49              | 12 d'octubre de 2006   | Palomar              | NEAT                                                   |
| 161765 -          | 2006 TH55              | 12 d'octubre de 2006   | Palomar              | NEAT                                                   |
| 161766 -          | 2006 TC56              | 13 d'octubre de 2006   | Kitt Peak            | Spacewatch                                             |
| 161767 -          | 2006 TW62              | 10 d'octubre de 2006   | Palomar              | NEAT                                                   |
| 161768 -          | 2006 TA64              | 10 d'octubre de 2006   | Palomar              | NEAT                                                   |
| 161769 -          | 2006 TP67              | 11 d'octubre de 2006   | Kitt Peak            | Spacewatch                                             |
| 161770 -          | 2006 TK73              | 11 d'octubre de 2006   | Palomar              | NEAT                                                   |
| 161771 -          | 2006 TY86              | 13 d'octubre de 2006   | Kitt Peak            | Spacewatch                                             |
| 161772 -          | 2006 TG89              | 13 d'octubre de 2006   | Kitt Peak            | Spacewatch                                             |
| 161773 -          | 2006 TG90              | 13 d'octubre de 2006   | Kitt Peak            | Spacewatch                                             |
| 161774 -          | 2006 TU91              | 13 d'octubre de 2006   | Kitt Peak            | Spacewatch                                             |
| 161775 -          | 2006 TG108             | 1 d'octubre de 2006    | Siding Spring        | SSS                                                    |
| 161776 -          | 2006 UJ7               | 16 d'octubre de 2006   | Catalina             | CSS                                                    |
| 161777 -          | 2006 UE11              | 17 d'octubre de 2006   | Mount Lemmon         | Mount Lemmon Survey                                    |
| 161778 -          | 2006 US27              | 16 d'octubre de 2006   | Kitt Peak            | Spacewatch                                             |
| 161779 -          | 2006 UN50              | 17 d'octubre de 2006   | Kitt Peak            | Spacewatch                                             |
| 161780 -          | 2006 UQ70              | 16 d'octubre de 2006   | Catalina             | CSS                                                    |
| 161781 -          | 2006 UX108             | 18 d'octubre de 2006   | Kitt Peak            | Spacewatch                                             |
| 161782 -          | 2006 UJ112             | 19 d'octubre de 2006   | Kitt Peak            | Spacewatch                                             |
| 161783 -          | 2006 UB132             | 19 d'octubre de 2006   | Catalina             | CSS                                                    |
| 161784 -          | 2006 UZ138             | 19 d'octubre de 2006   | Kitt Peak            | Spacewatch                                             |
| 161785 -          | 2006 UR179             | 16 d'octubre de 2006   | Catalina             | CSS                                                    |
| 161786 -          | 2006 UK189             | 19 d'octubre de 2006   | Catalina             | CSS                                                    |
| 161787 -          | 2006 UA192             | 19 d'octubre de 2006   | Catalina             | CSS                                                    |
| 161788 -          | 2006 UR208             | 23 d'octubre de 2006   | Kitt Peak            | Spacewatch                                             |
| 161789 -          | 2006 UW255             | 27 d'octubre de 2006   | Mount Lemmon         | Mount Lemmon Survey                                    |
| 161790 -          | 2006 UK261             | 28 d'octubre de 2006   | Kitt Peak            | Spacewatch                                             |
| 161791 -          | 2006 UM261             | 28 d'octubre de 2006   | Catalina             | CSS                                                    |
| 161792 -          | 2006 UO274             | 28 d'octubre de 2006   | Kitt Peak            | Spacewatch                                             |
| 161793 -          | 2006 UT286             | 28 d'octubre de 2006   | Mount Lemmon         | Mount Lemmon Survey                                    |
| 161794 -          | 2006 UE287             | 28 d'octubre de 2006   | Kitt Peak            | Spacewatch                                             |
| 161795 -          | 2006 VJ29              | 10 de novembre de 2006 | Kitt Peak            | Spacewatch                                             |
| 161796 -          | 2006 VT34              | 11 de novembre de 2006 | Catalina             | CSS                                                    |
| 161797 -          | 2006 VL45              | 2 de novembre de 2006  | Catalina             | CSS                                                    |
| 161798 -          | 2006 VN48              | 10 de novembre de 2006 | Socorro              | LINEAR                                                 |
| 161799 -          | 2006 VT51              | 10 de novembre de 2006 | Kitt Peak            | Spacewatch                                             |
| 161800 -          | 2006 VJ63              | 11 de novembre de 2006 | Kitt Peak            | Spacewatch                                             |
| 161801-161900     |                        |                        |                      |                                                        |
| 161801 -          | 2006 VS64              | 11 de novembre de 2006 | Kitt Peak            | Spacewatch                                             |
| 161802 -          | 2006 VN75              | 11 de novembre de 2006 | Kitt Peak            | Spacewatch                                             |
| 161803 -          | 2006 VL85              | 13 de novembre de 2006 | Kitt Peak            | Spacewatch                                             |
| 161804 -          | 2006 VO87              | 14 de novembre de 2006 | Catalina             | CSS                                                    |
| 161805 -          | 2006 VQ89              | 14 de novembre de 2006 | Kitt Peak            | Spacewatch                                             |
| 161806 -          | 2006 VZ92              | 15 de novembre de 2006 | Mount Lemmon         | Mount Lemmon Survey                                    |
| 161807 -          | 2006 VS96              | 10 de novembre de 2006 | Kitt Peak            | Spacewatch                                             |
| 161808 -          | 2006 VT119             | 14 de novembre de 2006 | Kitt Peak            | Spacewatch                                             |
| 161809 -          | 2006 VM144             | 15 de novembre de 2006 | Mount Lemmon         | Mount Lemmon Survey                                    |
| 161810 -          | 2006 VO147             | 15 de novembre de 2006 | Catalina             | CSS                                                    |
| 161811 -          | 2006 VL168             | 14 de novembre de 2006 | Mount Lemmon         | Mount Lemmon Survey                                    |
| 161812 -          | 2006 WV24              | 17 de novembre de 2006 | Mount Lemmon         | Mount Lemmon Survey                                    |
| 161813 -          | 2006 WW26              | 18 de novembre de 2006 | Socorro              | LINEAR                                                 |
| 161814 -          | 2006 WS27              | 22 de novembre de 2006 | 7300 Observatory     | W. K. Y. Yeung                                         |
| 161815 -          | 2006 WK30              | 24 de novembre de 2006 | Trois-Rivières       | Trois-Rivières (probably É. J. Allen)                  |
| 161816 -          | 2006 WB45              | 16 de novembre de 2006 | Socorro              | LINEAR                                                 |
| 161817 -          | 2006 WL66              | 17 de novembre de 2006 | Mount Lemmon         | Mount Lemmon Survey                                    |
| 161818 -          | 2006 WB86              | 18 de novembre de 2006 | Socorro              | LINEAR                                                 |
| 161819 -          | 2006 WS86              | 18 de novembre de 2006 | Socorro              | LINEAR                                                 |
| 161820 -          | 2006 WG89              | 18 de novembre de 2006 | Socorro              | LINEAR                                                 |
| 161821 -          | 2006 WP101             | 19 de novembre de 2006 | Catalina             | CSS                                                    |
| 161822 -          | 2006 WO103             | 19 de novembre de 2006 | Kitt Peak            | Spacewatch                                             |
| 161823 -          | 2006 WG104             | 19 de novembre de 2006 | Kitt Peak            | Spacewatch                                             |
| 161824 -          | 2006 WN131             | 17 de novembre de 2006 | Kitt Peak            | Spacewatch                                             |
| 161825 -          | 2006 WE135             | 18 de novembre de 2006 | Socorro              | LINEAR                                                 |
| 161826 -          | 2006 WX148             | 20 de novembre de 2006 | Kitt Peak            | Spacewatch                                             |
| 161827 -          | 2006 WX151             | 21 de novembre de 2006 | Socorro              | LINEAR                                                 |
| 161828 -          | 2006 WF178             | 23 de novembre de 2006 | Mount Lemmon         | Mount Lemmon Survey                                    |
| 161829 -          | 2006 XQ8               | 9 de desembre de 2006  | Palomar              | NEAT                                                   |
| 161830 -          | 2006 XZ25              | 12 de desembre de 2006 | Catalina             | CSS                                                    |
| 161831 -          | 2006 XZ32              | 10 de desembre de 2006 | Kitt Peak            | Spacewatch                                             |
| 161832 -          | 2006 XV36              | 11 de desembre de 2006 | Kitt Peak            | Spacewatch                                             |
| 161833 -          | 2006 XC49              | 13 de desembre de 2006 | Mount Lemmon         | Mount Lemmon Survey                                    |
| 161834 -          | 2006 XU50              | 13 de desembre de 2006 | Mount Lemmon         | Mount Lemmon Survey                                    |
| 161835 -          | 2006 XY50              | 13 de desembre de 2006 | Mount Lemmon         | Mount Lemmon Survey                                    |
| 161836 -          | 2006 XX57              | 14 de desembre de 2006 | Socorro              | LINEAR                                                 |
| 161837 -          | 2006 XZ63              | 11 de desembre de 2006 | Catalina             | CSS                                                    |
| 161838 -          | 2006 XO66              | 13 de desembre de 2006 | Mount Lemmon         | Mount Lemmon Survey                                    |
| 161839 -          | 2006 YB7               | 20 de desembre de 2006 | Palomar              | NEAT                                                   |
| 161840 -          | 2006 YC16              | 21 de desembre de 2006 | Kitt Peak            | Spacewatch                                             |
| 161841 -          | 2006 YN18              | 23 de desembre de 2006 | Mount Lemmon         | Mount Lemmon Survey                                    |
| 161842 -          | 2007 AV7               | 9 de gener de 2007     | Kitt Peak            | Spacewatch                                             |
| 161843 -          | 2007 AZ7               | 9 de gener de 2007     | Palomar              | NEAT                                                   |
| 161844 -          | 2007 AZ9               | 8 de gener de 2007     | Mount Lemmon         | Mount Lemmon Survey                                    |
| 161845 -          | 2007 AK18              | 9 de gener de 2007     | Catalina             | CSS                                                    |
| 161846 -          | 2007 AG21              | 10 de gener de 2007    | Mount Lemmon         | Mount Lemmon Survey                                    |
| 161847 -          | 2007 AP24              | 15 de gener de 2007    | Catalina             | CSS                                                    |
| 161848 -          | 2007 AZ25              | 15 de gener de 2007    | Anderson Mesa        | LONEOS                                                 |
| 161849 -          | 2007 AL27              | 15 de gener de 2007    | Catalina             | CSS                                                    |
| 161850 -          | 2007 BY7               | 24 de gener de 2007    | RAS                  | A. Lowe                                                |
| 161851 -          | 2007 BQ8               | 16 de gener de 2007    | Catalina             | CSS                                                    |
| 161852 -          | 2007 BP18              | 17 de gener de 2007    | Mount Lemmon         | Mount Lemmon Survey                                    |
| 161853 -          | 2007 BR19              | 23 de gener de 2007    | Anderson Mesa        | LONEOS                                                 |
| 161854 -          | 2007 BQ29              | 24 de gener de 2007    | Socorro              | LINEAR                                                 |
| 161855 -          | 2007 BH30              | 24 de gener de 2007    | Catalina             | CSS                                                    |
| 161856 -          | 2007 BL40              | 24 de gener de 2007    | Mount Lemmon         | Mount Lemmon Survey                                    |
| 161857 -          | 2007 BU40              | 24 de gener de 2007    | Mount Lemmon         | Mount Lemmon Survey                                    |
| 161858 -          | 2007 BD42              | 24 de gener de 2007    | Catalina             | CSS                                                    |
| 161859 -          | 2007 BN42              | 24 de gener de 2007    | Catalina             | CSS                                                    |
| 161860 -          | 2007 BP43              | 24 de gener de 2007    | Catalina             | CSS                                                    |
| 161861 -          | 2007 BX44              | 25 de gener de 2007    | Catalina             | CSS                                                    |
| 161862 -          | 2007 BJ49              | 17 de gener de 2007    | Kitt Peak            | Spacewatch                                             |
| 161863 -          | 2007 BP50              | 23 de gener de 2007    | Socorro              | LINEAR                                                 |
| 161864 -          | 2007 BE53              | 24 de gener de 2007    | Kitt Peak            | Spacewatch                                             |
| 161865 -          | 2007 BX59              | 26 de gener de 2007    | Anderson Mesa        | LONEOS                                                 |
| 161866 -          | 2007 BF70              | 27 de gener de 2007    | Mount Lemmon         | Mount Lemmon Survey                                    |
| 161867 -          | 2007 CD                | 5 de febrer de 2007    | RAS                  | A. Lowe                                                |
| 161868 -          | 2007 CQ                | 5 de febrer de 2007    | Palomar              | NEAT                                                   |
| 161869 -          | 2007 CW5               | 8 de febrer de 2007    | RAS                  | A. Lowe                                                |
| 161870 -          | 2007 CC7               | 6 de febrer de 2007    | Kitt Peak            | Spacewatch                                             |
| 161871 -          | 2007 CE12              | 6 de febrer de 2007    | Kitt Peak            | Spacewatch                                             |
| 161872 -          | 2007 CM13              | 7 de febrer de 2007    | Mount Lemmon         | Mount Lemmon Survey                                    |
| 161873 -          | 2007 CG15              | 7 de febrer de 2007    | Catalina             | CSS                                                    |
| 161874 -          | 2007 CS22              | 6 de febrer de 2007    | Palomar              | NEAT                                                   |
| 161875 -          | 2007 CK25              | 8 de febrer de 2007    | Kitt Peak            | Spacewatch                                             |
| 161876 -          | 2007 CW28              | 6 de febrer de 2007    | Palomar              | NEAT                                                   |
| 161877 -          | 2007 CR34              | 6 de febrer de 2007    | Palomar              | NEAT                                                   |
| 161878 -          | 2007 CL36              | 6 de febrer de 2007    | Mount Lemmon         | Mount Lemmon Survey                                    |
| 161879 -          | 2007 CT40              | 7 de febrer de 2007    | Kitt Peak            | Spacewatch                                             |
| 161880 -          | 2007 CP44              | 8 de febrer de 2007    | Palomar              | NEAT                                                   |
| 161881 -          | 2007 CS45              | 8 de febrer de 2007    | Palomar              | NEAT                                                   |
| 161882 -          | 2007 CM46              | 8 de febrer de 2007    | Mount Lemmon         | Mount Lemmon Survey                                    |
| 161883 -          | 2007 CU46              | 8 de febrer de 2007    | Palomar              | NEAT                                                   |
| 161884 -          | 2007 CD54              | 10 de febrer de 2007   | Catalina             | CSS                                                    |
| 161885 -          | 2007 CF56              | 15 de febrer de 2007   | Catalina             | CSS                                                    |
| 161886 -          | 2007 CO58              | 10 de febrer de 2007   | Palomar              | NEAT                                                   |
| 161887 -          | 2007 CG59              | 10 de febrer de 2007   | Catalina             | CSS                                                    |
| 161888 -          | 2007 CP62              | 13 de febrer de 2007   | Socorro              | LINEAR                                                 |
| 161889 -          | 2007 DP3               | 16 de febrer de 2007   | Mount Lemmon         | Mount Lemmon Survey                                    |
| 161890 -          | 2007 DT3               | 16 de febrer de 2007   | Mount Lemmon         | Mount Lemmon Survey                                    |
| 161891 -          | 2007 DW10              | 17 de febrer de 2007   | Kitt Peak            | Spacewatch                                             |
| 161892 -          | 2007 DK19              | 17 de febrer de 2007   | Kitt Peak            | Spacewatch                                             |
| 161893 -          | 2007 DJ23              | 17 de febrer de 2007   | Kitt Peak            | Spacewatch                                             |
| 161894 -          | 2007 DZ29              | 17 de febrer de 2007   | Kitt Peak            | Spacewatch                                             |
| 161895 -          | 2007 DV30              | 17 de febrer de 2007   | Kitt Peak            | Spacewatch                                             |
| 161896 -          | 2007 DE34              | 17 de febrer de 2007   | Kitt Peak            | Spacewatch                                             |
| 161897 -          | 2007 DQ41              | 21 de febrer de 2007   | Mount Lemmon         | Mount Lemmon Survey                                    |
| 161898 -          | 2007 DS44              | 17 de febrer de 2007   | Palomar              | NEAT                                                   |
| 161899 -          | 2007 DZ44              | 19 de febrer de 2007   | Mount Lemmon         | Mount Lemmon Survey                                    |
| 161900 -          | 2007 DF47              | 21 de febrer de 2007   | Mount Lemmon         | Mount Lemmon Survey                                    |
| 161901-162000     |                        |                        |                      |                                                        |
| 161901 -          | 2007 DD51              | 17 de febrer de 2007   | Socorro              | LINEAR                                                 |
| 161902 -          | 2007 DG52              | 17 de febrer de 2007   | Mount Lemmon         | Mount Lemmon Survey                                    |
| 161903 -          | 2007 DK54              | 21 de febrer de 2007   | Kitt Peak            | Spacewatch                                             |
| 161904 -          | 2007 DU54              | 21 de febrer de 2007   | Kitt Peak            | Spacewatch                                             |
| 161905 -          | 2007 DN59              | 22 de febrer de 2007   | Kitt Peak            | Spacewatch                                             |
| 161906 -          | 2007 DW59              | 22 de febrer de 2007   | Anderson Mesa        | LONEOS                                                 |
| 161907 -          | 2007 DL60              | 21 de febrer de 2007   | Socorro              | LINEAR                                                 |
| 161908 -          | 2007 DD79              | 23 de febrer de 2007   | Kitt Peak            | Spacewatch                                             |
| 161909 -          | 2007 DO82              | 23 de febrer de 2007   | Catalina             | CSS                                                    |
| 161910 -          | 2007 DE86              | 21 de febrer de 2007   | Kitt Peak            | Spacewatch                                             |
| 161911 -          | 2007 DV91              | 23 de febrer de 2007   | Mount Lemmon         | Mount Lemmon Survey                                    |
| 161912 -          | 2007 DY97              | 23 de febrer de 2007   | Kitt Peak            | Spacewatch                                             |
| 161913 -          | 2007 EA                | 5 de març de 2007      | Piszkéstető          | K. Sárneczky                                           |
| 161914 -          | 2007 EE9               | 9 de març de 2007      | Mount Lemmon         | Mount Lemmon Survey                                    |
| 161915 -          | 2007 EY24              | 10 de març de 2007     | Mount Lemmon         | Mount Lemmon Survey                                    |
| 161916 -          | 2007 EO34              | 10 de març de 2007     | Palomar              | NEAT                                                   |
| 161917 -          | 2007 EK36              | 11 de març de 2007     | Catalina             | CSS                                                    |
| 161918 -          | 2007 EY37              | 11 de març de 2007     | Mount Lemmon         | Mount Lemmon Survey                                    |
| 161919 -          | 2007 EH48              | 9 de març de 2007      | Kitt Peak            | Spacewatch                                             |
| 161920 -          | 2007 EP51              | 10 de març de 2007     | Mount Lemmon         | Mount Lemmon Survey                                    |
| 161921 -          | 2007 EX56              | 14 de març de 2007     | RAS                  | A. Lowe                                                |
| 161922 -          | 2007 EA57              | 14 de març de 2007     | RAS                  | A. Lowe                                                |
| 161923 -          | 2007 EP86              | 13 de març de 2007     | Mount Lemmon         | Mount Lemmon Survey                                    |
| 161924 -          | 2007 EZ86              | 13 de març de 2007     | Catalina             | CSS                                                    |
| 161925 -          | 2007 EM101             | 11 de març de 2007     | Kitt Peak            | Spacewatch                                             |
| 161926 -          | 2007 EX108             | 11 de març de 2007     | Kitt Peak            | Spacewatch                                             |
| 161927 -          | 2007 EU119             | 13 de març de 2007     | Mount Lemmon         | Mount Lemmon Survey                                    |
| 161928 -          | 2007 EB133             | 9 de març de 2007      | Mount Lemmon         | Mount Lemmon Survey                                    |
| 161929 -          | 2007 ET133             | 9 de març de 2007      | Mount Lemmon         | Mount Lemmon Survey                                    |
| 161930 -          | 2007 EG161             | 14 de març de 2007     | Siding Spring        | SSS                                                    |
| 161931 -          | 2007 EK171             | 11 de març de 2007     | Catalina             | CSS                                                    |
| 161932 -          | 2007 EU172             | 14 de març de 2007     | Kitt Peak            | Spacewatch                                             |
| 161933 -          | 2007 EB181             | 14 de març de 2007     | Kitt Peak            | Spacewatch                                             |
| 161934 -          | 2007 EJ185             | 14 de març de 2007     | Mount Lemmon         | Mount Lemmon Survey                                    |
| 161935 -          | 2007 EN199             | 10 de març de 2007     | Mount Lemmon         | Mount Lemmon Survey                                    |
| 161936 -          | 2007 FX23              | 20 de març de 2007     | Kitt Peak            | Spacewatch                                             |
| 161937 -          | 2007 FC34              | 25 de març de 2007     | Mount Lemmon         | Mount Lemmon Survey                                    |
| 161938 -          | 2007 FB37              | 26 de març de 2007     | Kitt Peak            | Spacewatch                                             |
| 161939 -          | 2007 FT38              | 25 de març de 2007     | Catalina             | CSS                                                    |
| 161940 -          | 2007 FU38              | 26 de març de 2007     | Mount Lemmon         | Mount Lemmon Survey                                    |
| 161941 -          | 2007 FT43              | 18 de març de 2007     | Kitt Peak            | Spacewatch                                             |
| 161942 -          | 2007 GS1               | 10 d'abril de 2007     | RAS                  | A. Lowe                                                |
| 161943 -          | 2007 GF18              | 11 d'abril de 2007     | Catalina             | CSS                                                    |
| 161944 -          | 2007 GM20              | 11 d'abril de 2007     | Mount Lemmon         | Mount Lemmon Survey                                    |
| 161945 -          | 2007 GP21              | 11 d'abril de 2007     | Mount Lemmon         | Mount Lemmon Survey                                    |
| 161946 -          | 2007 GX23              | 11 d'abril de 2007     | Kitt Peak            | Spacewatch                                             |
| 161947 -          | 2007 GD25              | 12 d'abril de 2007     | Siding Spring        | SSS                                                    |
| 161948 -          | 2007 GU29              | 13 d'abril de 2007     | Siding Spring        | SSS                                                    |
| 161949 -          | 2007 GF30              | 14 d'abril de 2007     | Kitt Peak            | Spacewatch                                             |
| 161950 -          | 2007 GJ41              | 14 d'abril de 2007     | Kitt Peak            | Spacewatch                                             |
| 161951 -          | 2007 GX47              | 14 d'abril de 2007     | Kitt Peak            | Spacewatch                                             |
| 161952 -          | 2007 GA60              | 15 d'abril de 2007     | Kitt Peak            | Spacewatch                                             |
| 161953 -          | 2007 HD17              | 16 d'abril de 2007     | Catalina             | CSS                                                    |
| 161954 -          | 2007 HB18              | 16 d'abril de 2007     | Catalina             | CSS                                                    |
| 161955 -          | 2007 HZ26              | 18 d'abril de 2007     | Kitt Peak            | Spacewatch                                             |
| 161956 -          | 2007 HG39              | 20 d'abril de 2007     | Kitt Peak            | Spacewatch                                             |
| 161957 -          | 2007 HR41              | 20 d'abril de 2007     | Mount Lemmon         | Mount Lemmon Survey                                    |
| 161958 -          | 2007 HV46              | 20 d'abril de 2007     | Kitt Peak            | Spacewatch                                             |
| 161959 -          | 2007 HH48              | 20 d'abril de 2007     | Kitt Peak            | Spacewatch                                             |
| 161960 -          | 2007 HA64              | 22 d'abril de 2007     | Mount Lemmon         | Mount Lemmon Survey                                    |
| 161961 -          | 2007 HO65              | 22 d'abril de 2007     | Catalina             | CSS                                                    |
| 161962 Galchyn    | 2007 HE84              | 27 d'abril de 2007     | Andrushivka          | Andrushivka                                            |
| 161963 -          | 2007 HU85              | 24 d'abril de 2007     | Kitt Peak            | Spacewatch                                             |
| 161964 -          | 2007 HV85              | 24 d'abril de 2007     | Kitt Peak            | Spacewatch                                             |
| 161965 -          | 2007 HX87              | 26 d'abril de 2007     | Kitt Peak            | Spacewatch                                             |
| 161966 -          | 2007 JP3               | 6 de maig de 2007      | Kitt Peak            | Spacewatch                                             |
| 161967 -          | 2007 JE28              | 10 de maig de 2007     | Kitt Peak            | Spacewatch                                             |
| 161968 -          | 2007 JQ32              | 12 de maig de 2007     | Kitt Peak            | Spacewatch                                             |
| 161969 -          | 2007 JS32              | 12 de maig de 2007     | Kitt Peak            | Spacewatch                                             |
| 161970 -          | 2007 JW34              | 10 de maig de 2007     | Kitt Peak            | Spacewatch                                             |
| 161971 -          | 2007 JN38              | 12 de maig de 2007     | Mount Lemmon         | Mount Lemmon Survey                                    |
| 161972 -          | 2007 JJ40              | 10 de maig de 2007     | Mount Lemmon         | Mount Lemmon Survey                                    |
| 161973 -          | 2007 KJ5               | 24 de maig de 2007     | Mount Lemmon         | Mount Lemmon Survey                                    |
| 161974 -          | 2007 KP7               | 16 de maig de 2007     | Siding Spring        | SSS                                                    |
| 161975 -          | 2007 LO                | 8 de juny de 2007      | Piszkéstető          | K. Sárneczky                                           |
| 161976 -          | 2007 LY1               | 7 de juny de 2007      | Kitt Peak            | Spacewatch                                             |
| 161977 -          | 2007 LE3               | 8 de juny de 2007      | Catalina             | CSS                                                    |
| 161978 -          | 2007 LU16              | 10 de juny de 2007     | Kitt Peak            | Spacewatch                                             |
| 161979 -          | 2007 MU24              | 23 de juny de 2007     | Kitt Peak            | Spacewatch                                             |
| 161980 -          | 2007 OR3               | 18 de juliol de 2007   | Chante-Perdrix       | Chante-Perdrix                                         |
| 161981 -          | 4745 P-L               | 24 de setembre de 1960 | Palomar              | C. J. van Houten, I. van Houten-Groeneveld, T. Gehrels |
| 161982 -          | 6159 P-L               | 24 de setembre de 1960 | Palomar              | C. J. van Houten, I. van Houten-Groeneveld, T. Gehrels |
| 161983 -          | 6236 P-L               | 24 de setembre de 1960 | Palomar              | C. J. van Houten, I. van Houten-Groeneveld, T. Gehrels |
| 161984 -          | 6515 P-L               | 24 de setembre de 1960 | Palomar              | C. J. van Houten, I. van Houten-Groeneveld, T. Gehrels |
| 161985 -          | 1253 T-2               | 29 de setembre de 1973 | Palomar              | C. J. van Houten, I. van Houten-Groeneveld, T. Gehrels |
| 161986 -          | 3418 T-2               | 30 de setembre de 1973 | Palomar              | C. J. van Houten, I. van Houten-Groeneveld, T. Gehrels |
| 161987 -          | 2026 T-3               | 16 d'octubre de 1977   | Palomar              | C. J. van Houten, I. van Houten-Groeneveld, T. Gehrels |
| 161988 -          | 4069 T-3               | 16 d'octubre de 1977   | Palomar              | C. J. van Houten, I. van Houten-Groeneveld, T. Gehrels |
| 161989 Cacus      | 1978 CA                | 8 de febrer de 1978    | La Silla             | H.-E. Schuster                                         |
| 161990 -          | 1981 EY29              | 2 de març de 1981      | Siding Spring        | S. J. Bus                                              |
| 161991 -          | 1981 EU36              | 7 de març de 1981      | Siding Spring        | S. J. Bus                                              |
| 161992 -          | 1981 EK38              | 1 de març de 1981      | Siding Spring        | S. J. Bus                                              |
| 161993 -          | 1981 EG45              | 1 de març de 1981      | Siding Spring        | S. J. Bus                                              |
| 161994 -          | 1981 EK48              | 7 de març de 1981      | Siding Spring        | S. J. Bus                                              |
| 161995 -          | 1983 LB                | 13 de juny de 1983     | Palomar              | S. R. Swanson, E. F. Helin                             |
| 161996 -          | 1985 RH3               | 6 de setembre de 1985  | La Silla             | H. Debehogne                                           |
| 161997 -          | 1987 AN                | 1 de gener de 1987     | La Silla             | H. U. Norgaard-Nielsen                                 |
| 161998 -          | 1988 PA                | 9 d'agost de 1988      | Palomar              | J. Alu                                                 |
| 161999 -          | 1989 RC                | 5 de setembre de 1989  | Palomar              | J. Alu, E. F. Helin                                    |
| 162000 -          | 1990 OS                | 21 de juliol de 1990   | Palomar              | E. F. Helin                                            |